# Entrées solennelles à Lyon

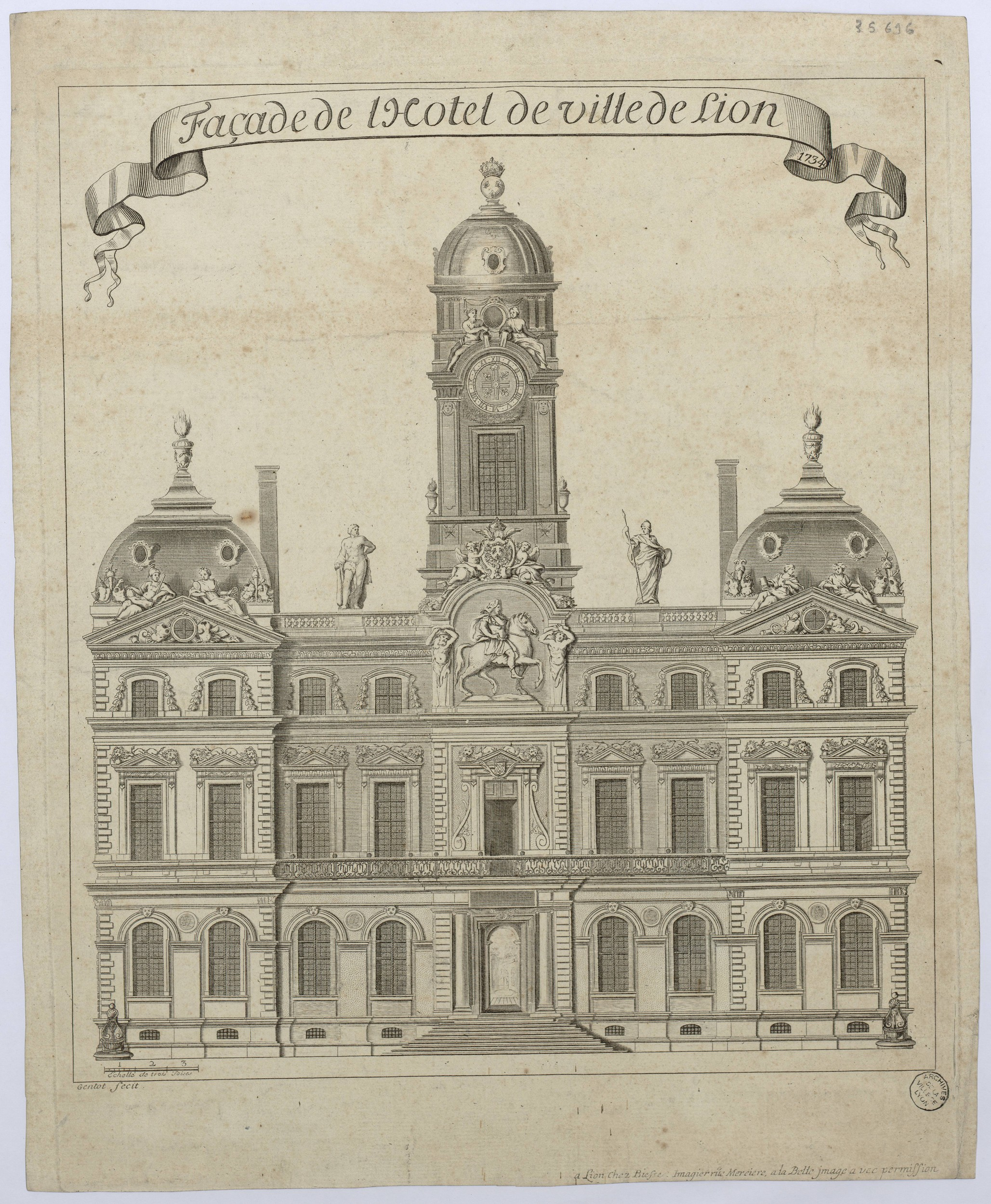
Jean-Pierre Gentot, Façade de l'Hôtel de Ville de Lyon sur la place des Terreaux, 1735.

Les entrées royales et solennelles à Lyon sont des manifestations publiques festives ayant lieu lorsqu'un invité de marque, en particulier une personnalité royale, fait son entrée dans la ville.
Ces entrées sont l'occasion de fêtes et de démonstrations symboliques de respect et de fidélité, envers le personnage important, mais permet aussi la glorification de la ville et ses habitants. La place de la religion est très importante dans ces manifestations, notamment jusqu'à la fin du Moyen Âge. La répartition du cortège, hiérarchisée et déterminée, reflète en effet les jeux de pouvoir interurbains. La plupart du temps, la déambulation suit le cours de la Saône, du quartier de Vaise au quartier du Vieux Lyon, épicentre des festivités.
Au début de chaque règne, la tradition voulait que le monarque français visite les principales villes de son royaume afin de marquer le début de sa prise de fonctions. Lors de sa venue en ville, en échange de certains privilèges accordés par le roi aux habitants, comme le pardon de certains criminels ou la nomination de nouveaux titulaires à des charges honorifiques, le roi recevait de nombreux cadeaux de la part de la ville afin de renflouer les coffres royaux. Le monarque recevait notamment l'hospitalité et des divertissements durant le temps de son court séjour.

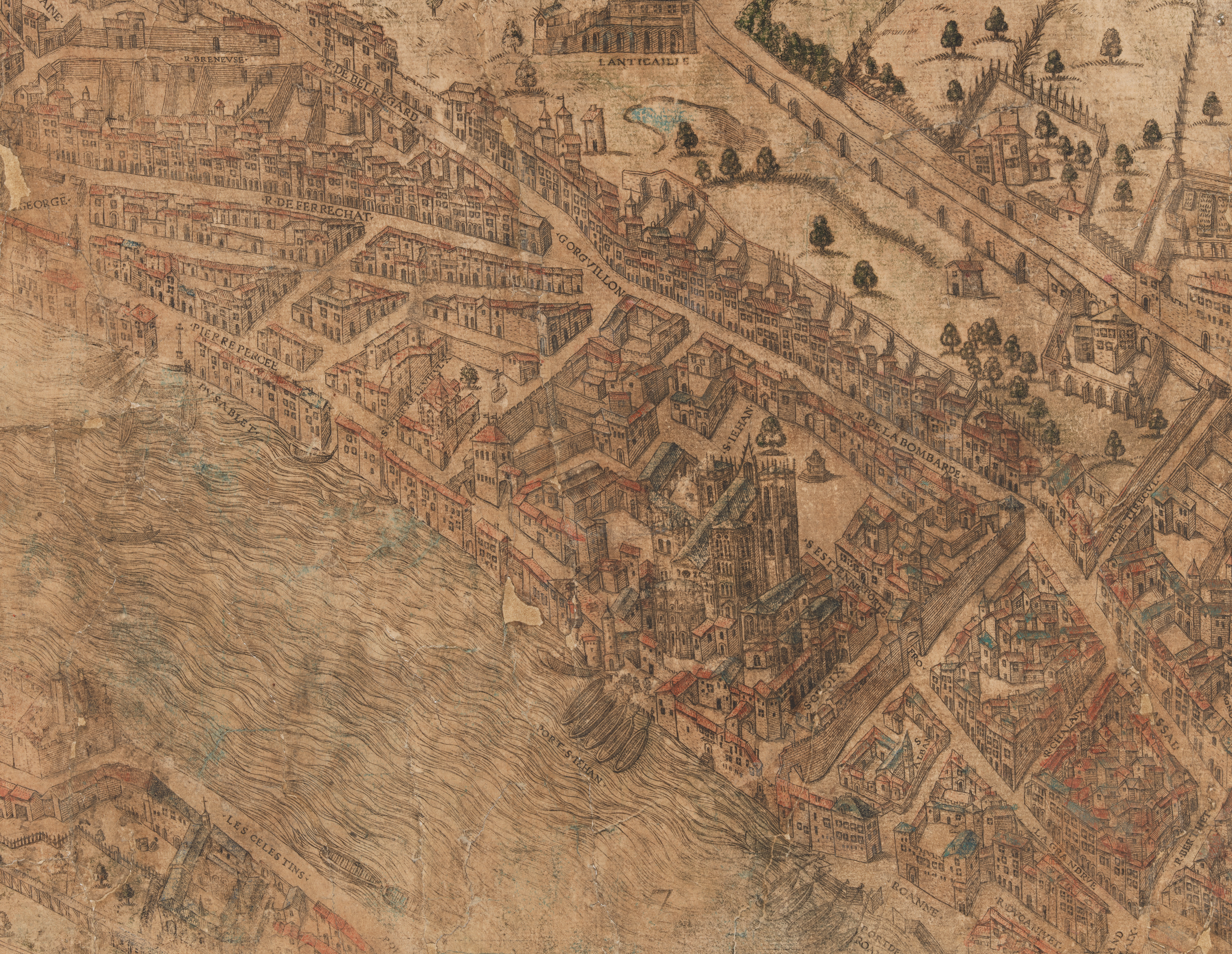
L'archevêché et la Saône à l'épicentre des entrées royales

Ces évènements sont particulièrement notables à Lyon, qui incarne une ville stable et économiquement prospère. Par exemple, elle est au XVe siècle le troisième centre d’édition en Europe, après Venise et Paris. Au XVIe siècle, Lyon représente la deuxième ville de France et le principal centre commercial du royaume. Avec une population de plus de 60 000 habitants, Lyon était un carrefour majeur et une porte d'entrée vers l'Italie. Plus généralement, Lyon occupe une place de choix pour les marchands étrangers, banquiers et financiers de la période médiévale jusqu'au XVIIe siècle, en particulier grâce à l'importance des foires, avant de décliner. Cette ville était à la fois une destination essentielle pour les jeunes monarques ainsi qu'un lieu fréquemment emprunté dans les itinéraires de la cour française.
On trouve une large documentation sur les entrées solennelles au sein des Archives municipales de Lyon (correspondance du consulat de Lyon avec le roi, délibérations consulaires, comptabilité communale, description des cérémonies) et de la bibliothèque municipale de Lyon, avec des documents numérisés sur la base Numelyo. Une grande partie des illustrations de cet article proviennent de ces deux institutions.

## Les entrées solennelles au Moyen Âge

### L'organisation des entrées à Lyon auxXIVeetXVesiècles

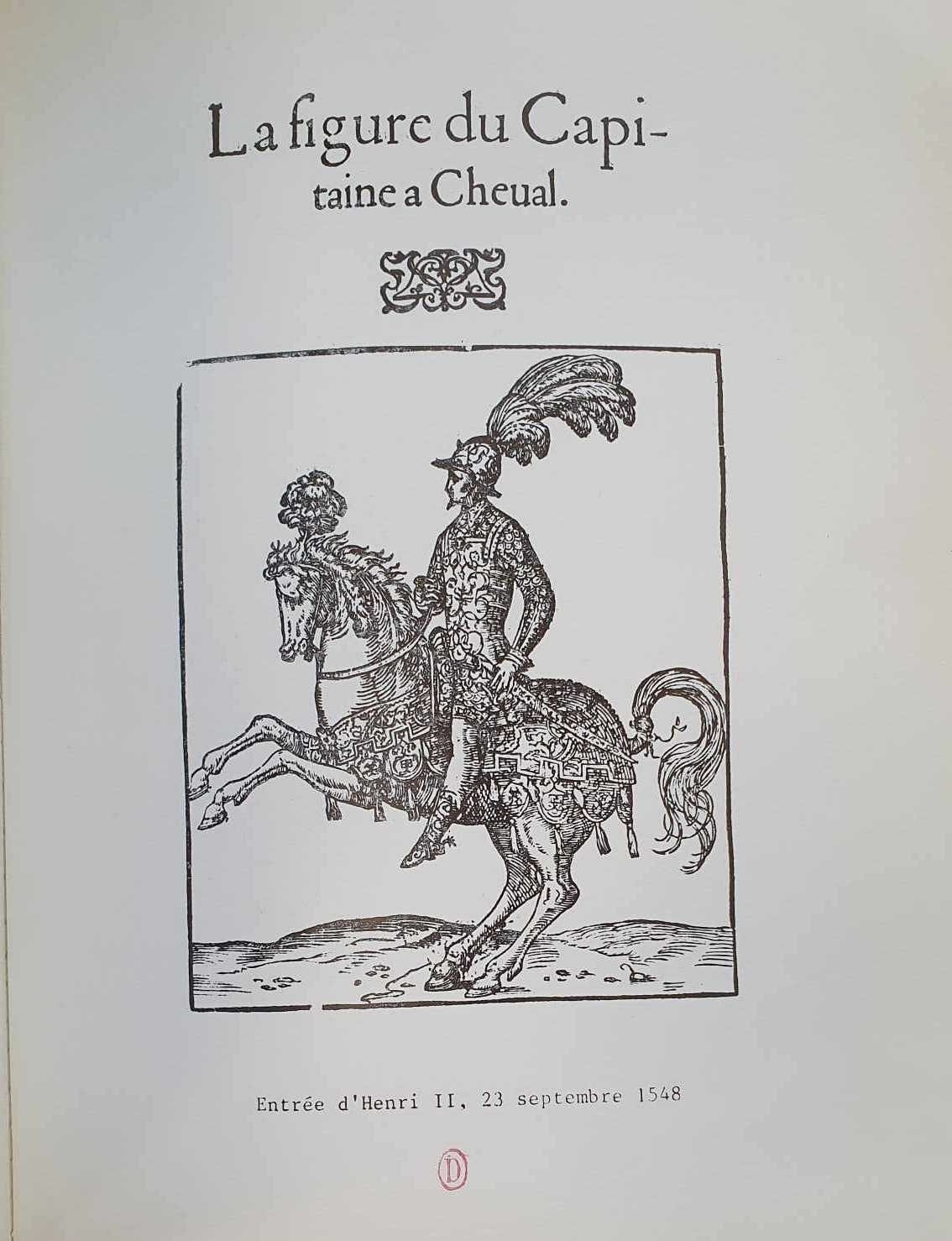
La figure du Capitaine à cheval lors de l'entrée d'Henri II le 23 septembre 1548

De 1350 à 1450, en France, on compte environ une entrée solennelle par décennie. À Lyon, la première entrée solennelle connue est celle de Charles VI en 1389.
Le temps de préparation varie d'une entrée à l'autre. À titre d'exemple, pour l'entrée de la reine Claude le 2 mars 1516, la ville est avertie de son arrivée bien en amont, le 30 octobre 1515. À l'inverse Lyon reçoit l'information de la venue de Louis XI le 13 février, pour une entrée à célébrer le 22 mars 1476. Lorsque le délai pour les préparations est trop restreint, l'entrée peut se suffire à quelques décors et des dons comme ce fut le cas pour Anne de Foix en 1502.
Les entrées ne se valent pas toutes, ce sont les premières entrées de chaque roi dans une ville qui font l’objet d’une plus grande attention. Dans ce cadre, l’une des dépenses les plus importantes provient du gîte, qui doit être au niveau de l'hôte de marque. Ce gîte, issu du droit de gîte médiéval, comprend principalement la chambre et la nourriture. Viennent ensuite les dons, puis la confection des éléments nécessaires à la décoration de la procession comme un dais, des tapisseries, pour le spectacle vivant même des saynètes, ainsi que la rémunération des artisans et comédiens. Au XIVe siècle, les entrées sont toutefois relativement simples. Les clercs ne participent pas encore aux cortèges, ils sont constitués des membres du conseil de la ville et des bourgeois.
Il n'est pas réellement possible de déterminer qui sont les véritables commanditaires des entrées, de savoir qui décide de l'ampleur, des thèmes et des décors à réaliser. Dans certains cas, la fête est soumise à l'approbation du roi, et dans d'autres, il semble que les consuls décident seuls des modalités engagées. Lors des assemblées prévues pour établir la programmation, il y a toujours un officier royal ou deux, qui sont tout à la fois consul de la ville et officier à la cour. Ainsi, en 1476, Pierre Fornier est officier de la monnaie, ou pour les délibérations des entrées de 1490, 1494 et 1498, le procureur Claude Le Charron est présent. Dans certains cas, des agents du roi viennent au devant des consuls pour les exhorter à organiser une fête grandiose, et pour superviser les préparatifs. Ainsi en 1509, le sénéchal convoque les consuls pour leur demander de préparer une fête pour le retour du souverain.
Contrairement aux funérailles et sacrements religieux, les entrées sont des fêtes populaires qui permettent aux sujets de s’exprimer. Les bourgeois ont la possibilité de visiter le souverain afin de lui soumettre des requêtes. D’après Bernard Guenée et François Lehoux, le succès de ces cérémonies est dû au «  sentiment national et au sentiment monarchique ». L’entrée est comme « l’occasion d’un dialogue » entre le roi et ses sujets. Ainsi, avec le sacre, le lit de justice et les funérailles, l’entrée royale est l’une des quatre cérémonies qui définissent la fonction du roi.

### Historique des grandes entrées lyonnaises au Moyen Âge

#### Entrée solennelle de Charles VI
En 1389, le roi français Charles VI alors âgé de 21 ans effectue un déplacement royal avec sa cours dans les villes du Languedoc. Le 24 octobre 1389, il arrive à Lyon où il demeure durant quatre jours et quatre nuits. Son entrée et sa sortie sont rythmées par des cadeaux de la part de la ville. En effet, lorsqu'il arrive au niveau de la Porte de Vaise, celui-ci reçoit entre autres des animaux (des bœufs, des moutons) mais aussi de l'alcool (des tonneaux de vin) de la part de la ville et des différents nobles, bourgeois, guildes et personnages haut placés.
La réception des cadeaux n'est pas l'unique évènement lors de son entrée royale, en effet, la procession qui se poursuit vers la Porte de Bourgneuf jusqu'au Palais de l'Archevêché réunit bien d'autres activités. Lors de sa marche, il y a par exemple la cérémonie du dais. Cette tradition du dais est une procession sous une tenture tendue et tenue aux extrémités par quatre pieds. Le dais est alors porté par quatre hommes, tandis que le célébrant se tient dessous et marche en direction de son lieu d'arrivée.
Selon le moine Michel Pintouin, de l'abbaye de Saint-Denis, le dais, "était de drap d’or, et les battants ou campanes de satin bleu a fleurs de lis d’or, relevées en broderie, avec franges verte de soie mêlées d’or". Le dais est amené par un cortège de vingt-cinq "des plus notables Dames de la Ville vêtues de bleu", ces dernières après lui avoir fait une révérence lui présentent le dais avant que "quatre notables Bourgeois vêtus de satin, prirent ce dais des mains des Dames et portèrent sur le roi jusqu’à la Porte du Cloître". Le long du chemin, des enfants vêtus de robes royales chantent également la venue du roi dans des chansons diverses. Et une soixantaine d'hommes de la ville vêtue de rouge et tenant des torches accompagnèrent le roi jusqu'à son hôtel, car la procession est longue et que la nuit commence à tomber.
Durant quatre jours et quatre nuit les rues furent en effervescence. Il y avait dans la ville, le temps du séjour de Charles VI, une fontaine à vin, un banquet, des pièces de théâtre comiques, mais aussi du théâtre Panégyrique, des danseurs déguisés en fauves et en satyres, des sons de trompettes et de hautbois.
Au moment de son départ le roi reçu une nouvelles fois une multitude de cadeaux comme six pots en argent, et six douzaine de coupes d'argent émaillées aux armes du Roi.
Le coût de l'entrée royale de Lyon a été de 2 800 francs, ce qui reste dans la moyenne des 2 000 francs déboursés généralement durant cette période pour une entrée royale. En effet, hormis les activités mises en place par la ville, celle-ci a également pavé la route de sable, réalisé des constructions en bois pour accueillir les pièces de théâtre et décoré les rues avec des tentures colorés suspendues entre les habitations. Les dépenses faites par les personnes influentes de la ville pour l'Entrée Royale profitèrent majoritairement aux artisans de Lyon qui réalisèrent toutes ses commandes. Cependant les efforts économiques ne furent pas vains puisque le roi les remarqua. Pour récompenser la ville et distinguer ces habitants qui l'avaient joyeusement accueilli, le roi transféra la fabrique de monnaie de la ville de Mâcon à Lyon.

#### Entrée solennelle de Charles VII
L’entrée de Charles VII semble peu documentée. André Perrier, en qualité de receveur, a conservé des traces de cet événement dans le Registre de comptes du Chapitre primatial de Lyon. Il écrit que Charles VII fait sa première entrée à Lyon le 16 juin 1437. Il décrit notamment l’itinéraire du roi : le 19 juin 1437, le roi serait entré à Lyon par la porte du Rhône, « vers l’heure de Vêpres ». Il aurait été reçu devant les portes de l’église, où il aurait été revêtu « d’un froc et d’une barrette, d’une chape et d’une aumusse », avant d’entrer dans le bâtiment.
André Perrier précise tous les dons du Chapitre effectués en faveur du roi, ainsi que leur valeur financière : au total, c’est une valeur de quatre-vingt-un francs et cinq gros trois quarts qui aurait été donnée, en torches, en épices et en avoine.
Par ailleurs, le roi n’est pas le seul bénéficiaire de dons de la part du Chapitre : André Perrier nous précise que c’est également le chancelier du roi qui reçut un don, précisément de la volaille, d’une valeur de sept florins ; ainsi que l’archevêque de Vienne, qui reçut également de la volaille, pour une valeur de trois florins et deux gros.
André Perrier en profite pour partager une anecdote amusante dans son registre de comptes : Hugues de Noyers, chevalier et maître d’hôtel du roi, présenta au roi plusieurs offrandes au nom du Chapitre primatial de Lyon : « six douzaines de torches, cinquante livres d’épices et trois cents ras d’avoine ». Ce don fut présenté en fraction seulement, directement devant le roi. Parce que « les gens du roi » auraient consommé une partie du don directement après avoir été présenté, Hugues de Noyers aurait partagé un commentaire cynique au commentateur : « bel hôte, voyez ce que fût devenu votre don si vous aviez tout apporté ».

#### Entrée solennelle de Louis XI
Louis XI entre à Lyon le 23 mars 1476 par le pont du Rhône puis la porte de la Guillotière. Une première entrée aurait dû avoir lieu en 1463, mais celle-ci a été annulée malgré les préparatifs entamés par la ville. Lorsque le roi arrive, une procession l’amène à la cathédrale Saint-Jean. Sur son chemin sont étendues des tapisseries représentant la nativité de Notre Dame d’un côté et des toiles de couleurs blanc et rouge de l’autre; et des saynètes où sont joués des mystères, traitant également de la nativité, qui ponctuent le parcours. Ces mystères ont été organisés par maître Jean Salas, un médecin. Comme en 1389 avec Charles VI, tout au long de la procession, le roi est protégé par un dais tenu par des notables. Celui-ci est fait « de beaux draps de velours bleu, semé de belles fleurs de lys brochées et faites de fils d’or, bien élevées et était doublé de drap de tricelin à plusieurs petites étoiles bien faites et bien ouvrées ». Le plafond du dais entend rappeler un ciel étoilé, et des fleurs de lys sont peintes sur les bâtons en plus de celles brodées. Ce dernier est soutenu par quatre bâtons. Des installations sont également construites pour cette célébration, comme des fontaines de vins ou un arbre de Jessé mécanique tournant sur lui-même dont le patron a été fourni par Jean Prevost, un maître peintre et verrier. Ce dernier s’est également chargé de la confection d’un lion présentant les clés et d’un saint Michel pour la décoration de la porte de Bourgneuf. En comparaison avec les entrées précédentes, la présence religieuse s'affirme : bien que les laïques soient richement habillés de couleurs vives, ici des robes d’un violet sombre, les clercs occupent une place majeure lors de la procession. Malgré la confection de ces objets précieux et la mises en place de ces décors, c'est le don au roi, à hauteur de 5 000 livres tournois, qui reste l'une des dépenses les plus importantes de cette manifestation.
L’entrée de Louis XI à Lyon est un exemple de l’interférence entre ces festivités populaires et des enjeux politiques. Pour Lyon, la satisfaction du roi grâce au faste peut être l’opportunité de rétablir et de maintenir certains privilèges accordés par la couronne, tels que les foires. Ces dernières ont une grande importance pour le développement économique de la Cité. En 1462, Louis XI a confirmé l’autorisation de son père d’organiser trois foires à Lyon. En mars 1463, ce sont quatre foires de quinze jours qui sont autorisées avec des privilèges supplémentaires, comme les marchands placés sous la sauvegarde royale et exemptes du droit d’aubaine. Pour le roi, cette visite à Lyon est motivée par la présence de son oncle René d’Anjou, dit Le Bon roi René, avec qui il souhaite s’entretenir. René d’Anjou écrit dans son testament le 12 juillet 1474 qu’il léguerait le comté de Bar à René II et l’Anjou avec la Provence à Charles II[Lequel ?]. Louis XI conteste cette situation de peur de perdre le contrôle de l’Anjou. À la suite d'une « longue entrevûë qu’ils y eurent enfemble », Louis XI récupère les deux territoires.

#### Entrée solennelle de Charles VIII
Charles VIII dit "l'affable" fait son entrée à Lyon le 7 mars 1488. Encore une fois, la ville fait de son mieux pour préparer un spectacle digne du roi. Plusieurs scènes bibliques sont jouées dans les rues comme des tableaux vivants ; un mystère de la décollation de l'apôtre converti au port de Saint-Paul, où les fontaines font jaillir du vin ou encore un combat entre saint Michel et le Diable près de la place du Change sont organisés. Un autre jeu théâtral est organisé devant la maison de Jean de Peyrat, plaisant particulièrement au prince : la ville avait composé une bergerie factice, où étaient réunies les plus belles filles de Lyon, déguisées en bergères, se tenant près de brebis et de chiens. Comme vers Saint-Paul, les fontaines offraient du vin à la place de l'eau.
"Quand le roi passa au carrefour du Change, les trois fleurs-de-lis du grand écu de France qu’on y avait placé se changèrent en trois jolies figures de jeunes filles de quinze ans, choses qui le charmèrent infiniment”
Les festivités plurent particulièrement au roi, qui décida de revenir dans la ville le 7 novembre 1495, après sa conquête napolitaine. La ville recouvrit alors ses rues d'écussons pendant en l'air à la mode d'Italie, avec des chapelets de fleurs. Les écussons représentaient les armes mi-parties du roi, comme le roi de Jérusalem, de Naples, de Sicile et de France, et par dessus était ajoutée la couronne.

## Les entrées solennelles à la Renaissance

### Contexte lyonnais et préparatifs de l'entrée solennelle
Dans le contexte de la Renaissance, la position géographique de Lyon favorise les haltes des souverains dans le contexte des guerres d’Italie. Au XVIe siècle, elle est également la proie des bouleversements dus aux guerres de Religion.
Lyon bénéficie d’un statut à part, puisqu’elle est exemptée de la taille royale. Les Lyonnais paient en revanche l'impôt sur le commerce.
Depuis le XIVe siècle, le système administratif de la ville de Lyon s’organise autour d’un consulat composé de douze membres, chargé entre autres de la levée des impôts et de la gestion des dépenses nécessaires au fonctionnement de la ville. Ce conseil occupe un rôle de choix dans la mise en place des entrées solennelles et de leur financement. Il arrive que les consuls demandent une participation financière à l’ensemble des habitants (taille municipale), et/ou contractent un emprunt qui précède l’impôt pour anticiper les dépenses du chantier.

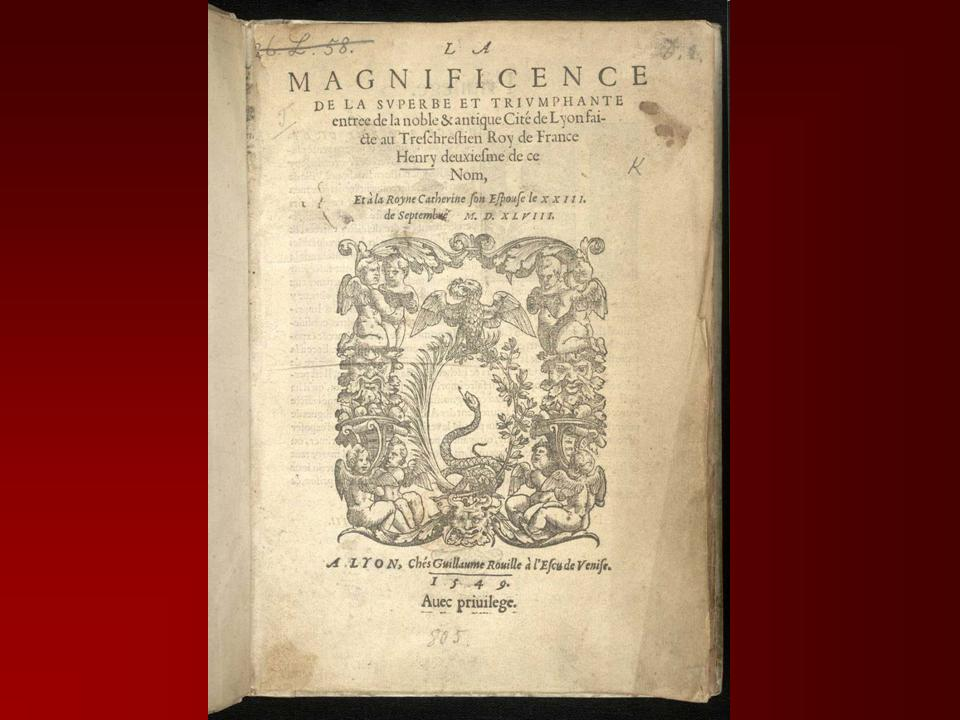
Page de titre de "l'Entrée d'Henri II à Lyon" par Maurice Scève, édité par Guillaume Rouillé en 1548.

L’administration sollicite la quasi-totalité des corporations pour les préparatifs, comme les métiers de l’étoffe, de l’habillement ou du bois, ainsi que de nombreux autres artistes et savants, tels Jean Perréal ou Bernard Salomon. Une des spécificités de Lyon serait que les réalisations des peintres sont prises en compte dans le texte des Statuts de la communauté des peintres, sculpteurs et peintres verriers. Sous l'influence de l'Italie et de l'humanisme, réalisations artistiques et scénographies intègrent toujours davantage de références savantes, principalement à la culture antique. Aussi sous le règne de Catherine de Médicis, les éléments ésotériques et astrologiques sont de plus en plus nombreux.
L’entrée solennelle présente un schéma d’organisation constant. D’abord, le consul est averti de l’arrivée future du grand personnage (nouvel archevêque, gouverneur, noble de haut rang ou personnalité royale) puis le consulat organise une levée de fonds pour préparer l’entrée, ce qui donne lieu parfois à un impôt exceptionnel. Une fois les fonds réunis, la ville et ses habitants mettent en place les festivités pour enfin accueillir la personne d’importance, au travers d’une déambulation dans toute la ville.
Les étapes principales du défilé sont : l’arrivée par la porte Bourgneuf, la traversée du quartier de Fourvière jusqu'à la grand-rue de la cathédrale (où ont lieu les cérémonies religieuses), le retour au logement pour la nuit. Le lendemain, un banquet dans le logis de l'invité est organisé : de nombreux présents lui sont offerts.
La tradition du dais perdure à la Renaissance, toujours pour signifier clairement la présence de l’invité de marque. À cette époque, le dais est le plus souvent de la couleur de la livrée royale. De même, la coutume des rues passantes, jonchées de fleurs et de feuillages et des tapisseries pendues aux fenêtres pour orner les façades des maisons, demeure au XVIe siècle.
Le parcours du cortège est ponctué de saynètes de théâtre et de décors architecturaux. Tous font l'éloge de l'invité. Les saynètes peuvent prendre diverses formes : pièces de théâtre, récitations de harangue, morceaux de musique, combats scénarisés, etc. souvent qualifiés de “tableaux vivants”, auxquels participent des corporations et des troupes itinérantes, dont certaines sont italiennes,. Afin de glorifier le roi, les décors architecturaux sont faits des matériaux les plus prestigieux, tels que l’or, l’argent, le bronze doré ou le marbre de Carrare.

### Harangue de Marie de Médicis
Le 3 décembre 1600 une harangue fut prononcée en l'honneur de l'arrivée de Marie de Médicis à Lyon. 

« XXIV.
Harangue a la marie a son
entree en sa ville de lion prononcee
le troisieme jour de decembre 1600
MADAME, les merveilles que dieu a voulu faire –
voir au monde en la naissance & progres de la vie & –
des actions de nostre ont estez iusques icy les
esfectz de la iustice divine pour consexuer a nostre
souverain prince, l’heritage legitimé de sainct loys, niais
 ce que nous voyons maintenant avec admiration de –
ceste grande alliance nous est un tre assure tesmognage.
 de sa divine bonte, & de ce quil a ordonne pour le –
bien de tout le royaume, le temps menassoit nostre
bon heur d’une cheutte par son accoustumee -
inconstance, nous ne iouyssons du repos qu’avec –
cranite de le perdre : Nos prosperites nestorent que –
des fulles, nostre paix nestoit q’une fleur ; l’histoire
pitoiable de nos désordres passes nous mettort –
devant les yeux une Image esfroiable des malheurs
de ladvenir, Nos plus beaux iouis estoient troubles
par les nuictz des enuitz, q’une violente Imagination
nous rendoit presentz, Dieu a voulu, que pour l’entiere
revolution du bon destin de la fyance, elle eust –
recours pour la seconde foys a la très-illustre race
de medicis, pour rendre nostre fleur de lys, non –
seullement florissante, mais fructueuse, feconde, &
abondante en germe royal, seul et ruay soustien
de l’estat, les Dauphins sont presages de la tourmante
sur la mer, mais vu dauphin royal nous sera vu –
gage de l’eternite de nostre salut, cest le digne –
subiect des zens communs des francois : vostre –
maieste a este reseruee du ciel pour perpétuer
la sacree tige de nos rois se rendre leur successionesgalle
a la duree du monde, la nature a assemble en vostre –
maieste toutes ses grâces ses plus riches dons
pour vous faire l’ornement de la France, qui est
l’ornemement de leurope
Les petitz ayglons sont exposes au raiou du soleil por
Preuve de leur generosite naturelle, & vostre maieste
Estant issue de laigle du coste maternel, a este recognue
seulle capable d’aprocher de pres, & regarder a veue
franche ce grand soleil qui des rais de ses royales
vertus esclaire, non seullement la France, mais tout
le monde ; tous aultres yeux se fussent esblouis –
a laspect d’une si grande lumiere, les vostres –
seuls soustiendront cest esclat, se par une douce –
réflexion le serami de vostre royalle face releuera
nos esperances au plus hault ciel de felicite, & -
nous fera voir en nori ours les plus fermes assurances
de nostre repos. Madame, recevez sil vous plairt
l’homage que nous rendons a vostre maieste, a –
laquelle nous offrons nos cœurs comme agréables
victimes de nostre treshumble hobeissance. »

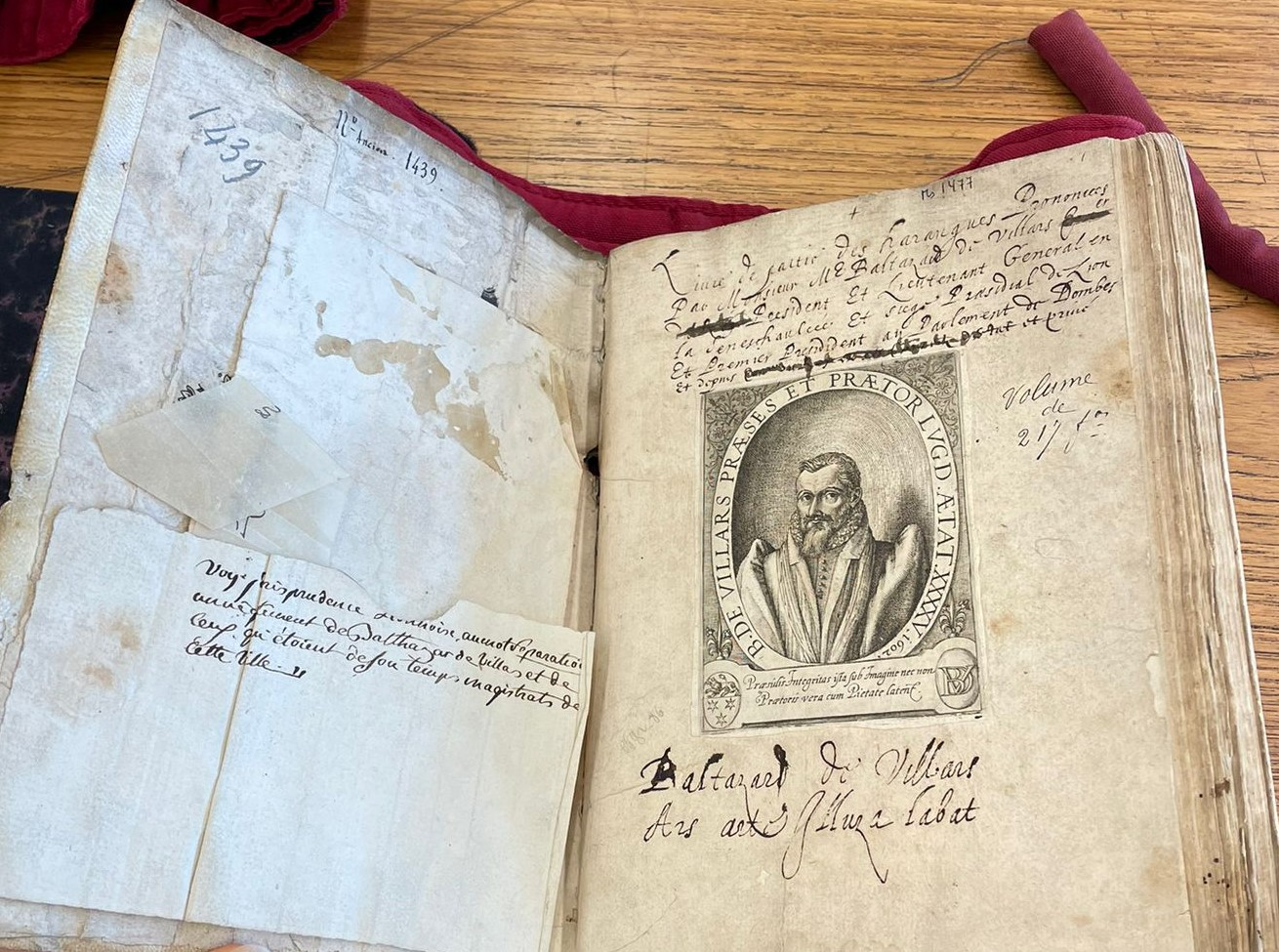
Gravure d'introduction au livre retranscrivant la harangue de Marie de Médicis le 3 décembre 1600 à Lyon

### Postérité du triomphe romain et exhortation du pouvoir
Le phénomène d’entrée solennelle tire directement son origine de la cérémonie du triomphe dans l’Antiquité romaine. Cette procession donne à la fois une portée historique à l’évènement tout en convoquant une iconographie au goût de l’époque, tournée vers la culture antique. Elle se fait toujours à destination de personnages qui ont un poids politique ou religieux ou économique (ou souvent les trois à la fois).
Dans le cadre des entrées royales, le roi hérite de l’éminence martiale des imperatores romains, comme le héros choisi des dieux, de sorte que la comparaison entre le roi et les empereurs romains paraisse évidente. Ainsi, l’imagerie de plusieurs figures politiques antiques peut être convoquée pour la procession, de même que la présence de divinités du panthéon gréco-romain. À titre d’exemple, l’entrée d’Henri II fait intervenir les figures d’Énée, d’Auguste, d’Androclès et de Lucieus Munatius Plancus, ce-dernier étant à l’origine de la colonie romaine de Lugdumun, autrement dit Lyon. Sont également incarnées les figures de Jupiter, Mars, Diane, ou encore la louve allaitant Romulus et Remus.
Ainsi le vocabulaire antique et allégorique sert-il la propagande royale.

### Place du livre: monument matériel de la fête
Le principe même des entrées solennelles réside dans leur caractère éphémère. De fait, aucun costume, décor ou pièce écrite n'a été conservé. Néanmoins, certaines entrées sont décrites avec précision dans des livrets officiels, qui rassemblent toutes les informations sur la festivité (trajet de l’hôte, scènes proposées et décors utilisés). Ce livret, rédigé par le coordinateur de l’évènement et voulu comme sa représentation physique, respecte une structure codifiée d’une production officielle. Il ne s'agit donc pas seulement d’un témoignage simplement historique ou véridique. Tout d’abord, une recontextualisation de l’évènement présentant les principaux intervenants de l’entrée solennelle, puis la description du cortège qui précède l’invité. Il s’ensuit alors une description des différents monuments selon l’ordre du parcours, qui s’étend de l’extérieur de la ville jusqu’à la cathédrale Saint-Jean.

### La dimension religieuse des entrées royales

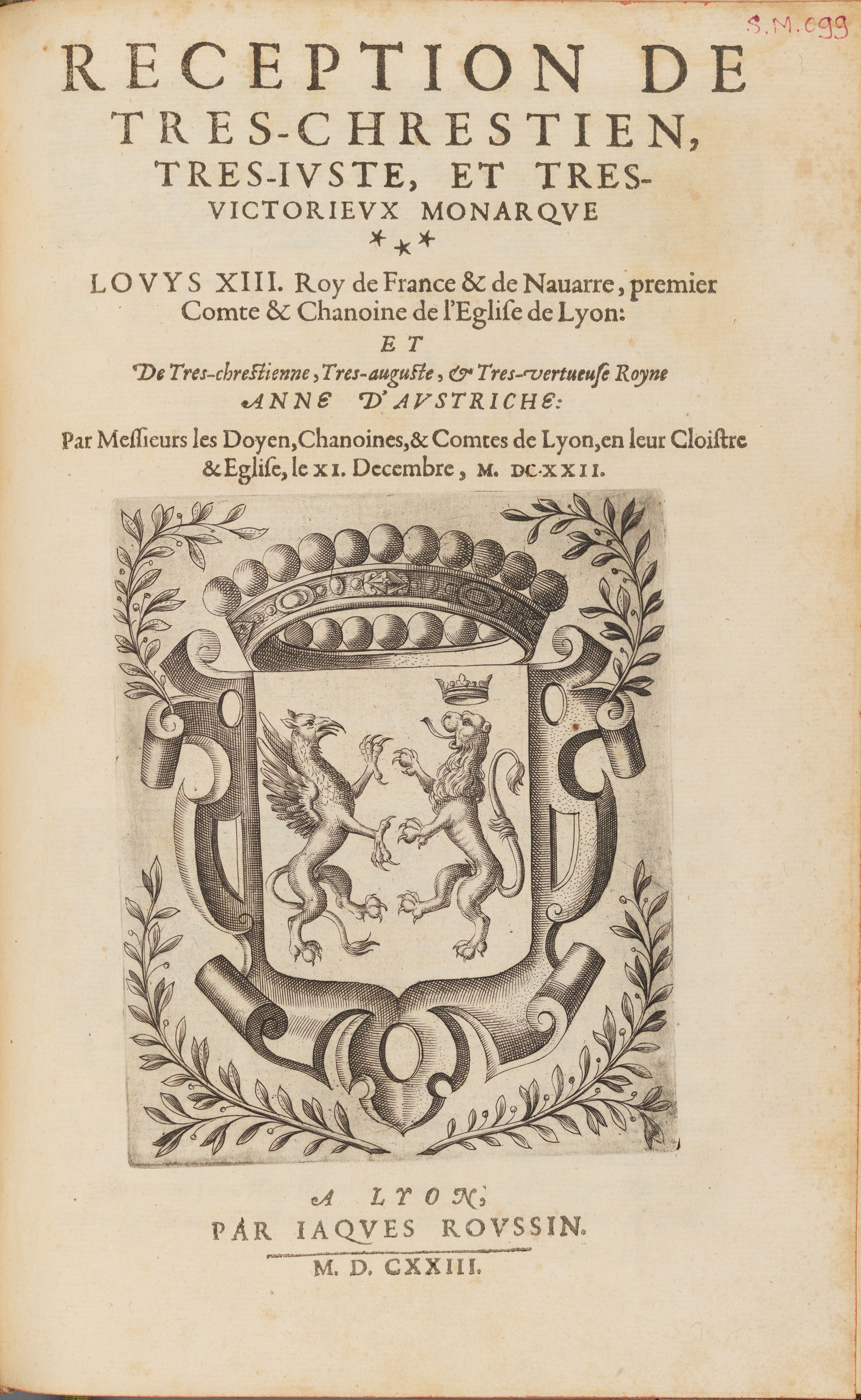
Entrée royale en 1622 de Louis XIII et Anne d'Autriche, reçus à l'archevêché de Lyon

L’entrée royale est un rite monarchique, une cérémonie qui participe de la définition de la fonction du roi. Elle connaît son apogée au XVIe siècle dans le cadre de la construction de la monarchie absolue en France. Les symboles déployés dans les Entrées Royales ont un poids important : si le roi tire son statut et son pouvoir de Dieu, c’est aussi parce qu’il est à son image (Rex imago Dei). Cette entrée exceptionnelle ne rappelle-t-elle pas celle de l’entrée du Christ à Jérusalem ? C’est en tout cas ce vers quoi tendent les décors déployés et les histoires mises en scène,. Parmi les éléments à la dimension religieuse déployés on retrouve : le dais sous lequel le roi se déplace (à l’imitation du dais au-dessus du Saint-Sacrement) ; les mystères ; le point d’étape à l’église principale de la ville où la messe était célébrée (la cathédrale Saint-Jean). Passé le jour d’accueil, le séjour des visiteurs se poursuit et le religieux conserve un place maîtresse. En 1701, entre le 9 et le 13 avril, les ducs de Bourgogne et du Berry (petits-fils de Louis XIV) sont accueillis à Lyon. Leurs journées débutent toutes par des messes, tour à tour à l’abbaye d’Ainay, au collège des Jésuites et à la cathédrale Saint Jean.
Les histoires, les scènes bibliques, hagiographiques, païennes mêlent sans cesse le politique et le religieux. Elles sont organisées soit par le Consulat, soit par les ecclésiastiques. Elles peuvent être des tableaux vivants, sans paroles ou accompagnées de poèmes, ou d’écriteaux. Dans le cadre des mises en scènes religieuses, les personnages ne se parlent pas entre eux mais s’adressent au souverain. Leur discours porte au roi un message spécifique dont il doit tirer des enseignements. Ces scènes religieuses prennent place sur des échafaudages devant les églises la plupart du temps. Les artistes qui les préparent s’attachent à toujours varier leurs œuvres, d’une entrée royale à une autre – seul saint Michel apparaît à plusieurs reprises (en 1476 et 1490). En 1476 Louis XI passa la porte de la ville au-dessus de laquelle se tenait saint Michel en armes puis découvrit douze histoires narrant la vie de la Vierge.

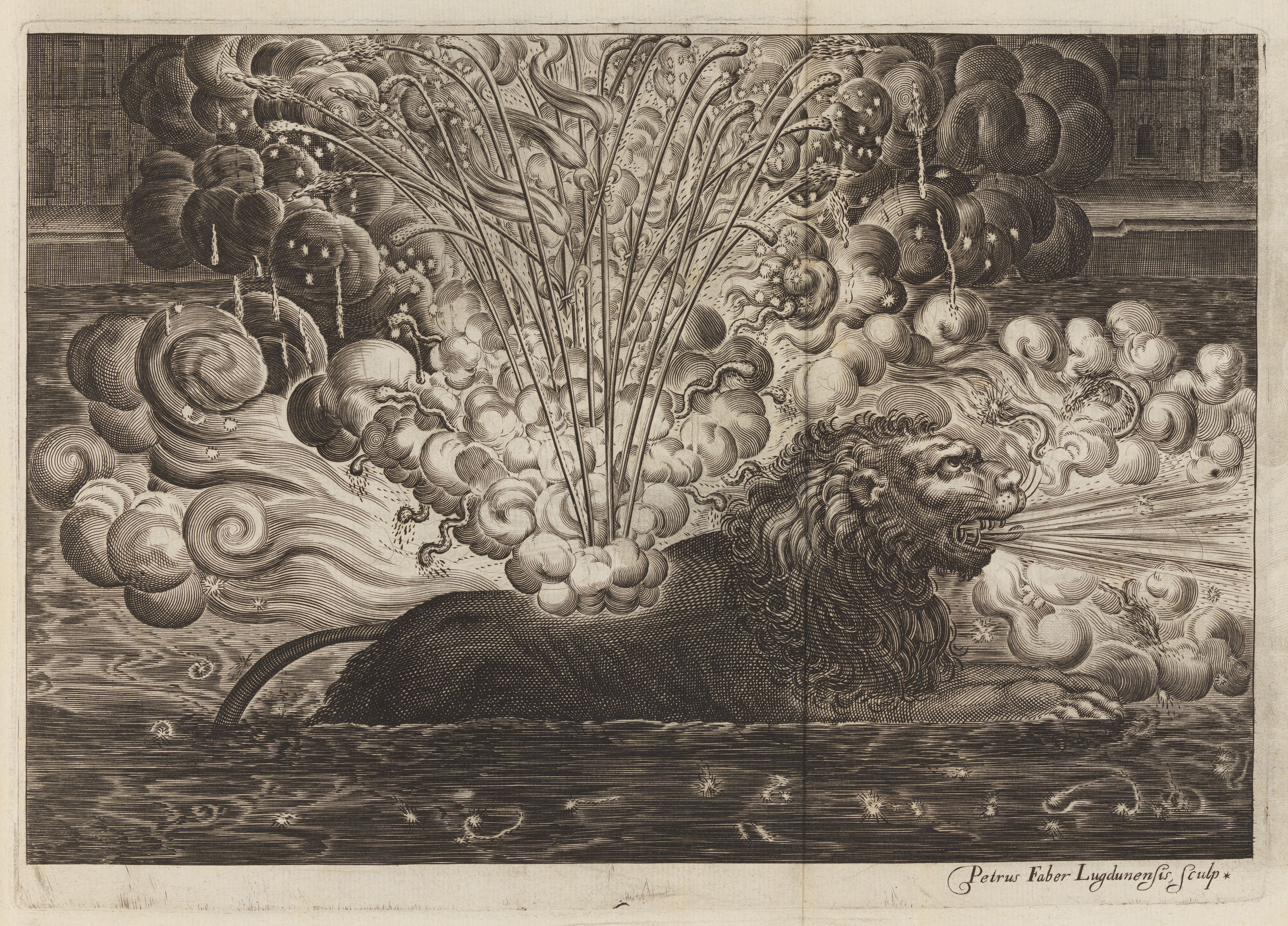
Feu d'artifice sur la Saône lors de l'entrée royale de Louis XIII et Anne d'Autriche en 1622

Plus le temps s’écoule, plus les programmes religieux et populaires laissent place à d’autres plus profanes et politiques. Les entrées lyonnaises les plus anciennes ne présentaient que des scènes hagiographiques ou bibliques, comme pour celle de Louis XI en 1476. L’entrée de Henri II à Lyon le 23 septembre 1548 marque un renouveau dans le langage artistique des entrées « les histoires et les mystères laissèrent désormais place à des décors architecturaux et des arcs de triomphe inspirés de l’Antique »
D’ordinaire les entrées royales ont lieu après le sacre du roi à Reims ou après le sacre de la Reine à Saint-Denis, mais dans le cadre de climats de troubles religieux et politiques, le roi pouvait provoquer des entrées royales afin de réaffirmer sa mainmise territoriale. Ce fut le cas de l’entrée d’Henry IV à Lyon le 4 septembre 1595, qui fut marquée par la volonté de reconquête et de retour à l’obéissance des villes ligueuses.

### Historique des grandes entrées de la Renaissance lyonnaise
Une première entrée était prévue en 1463 pour le roi Louis XI, devant faire intervenir une iconographie inédite liée au traité de chasse de Henri de Ferrières, mais celle-ci est annulée. Ce n’est que le 23 mars 1476 que le souverain fait son entrée à Lyon par la porte de la Guillotière. Des nobles portent un dais au-dessus du roi et toutes les rues sont décorées de draps blancs et rouges d'un côté, et de tapisseries de l'autre. À ce moment, la place du religieux est encore prépondérante, présentant uniquement des scènes hagiographiques ou bibliques.
C'est pour le suivant le 7 mars 1490, Charles VIII que Jean Perréal est mandaté pour préparer les décors de l'entrée. Il y déploie une iconographie religieuse avec la décollation de Saint-Paul près de l'église dédiée et un combat du diable et de saint Michel sur la place du Change. Charles VIII fait deux autres entrées en mars 1494 et novembre 1495, lors de son aller et son retour pour sa première campagne des guerres d'Italie. Son retour triomphal est fêté par des décorations à l'italienne, et une joute rue Juiverie où Bayard s'illustre.
Le 10 juillet 1499 se déroule l'entrée solennelle de Louis XII qui revient fêter à Lyon plusieurs de ses victoires, et notamment celle contre Ludovic Sforza, ramené à Lyon en mai 1500 et enfermé un temps dans le château de Pierre Scize. Ce retour est également l'occasion pour la reine Anne de Bretagne de faire une nouvelle entrée. Pour le même monarque, le 17 juillet 1507, l'entrée suivant sa victoire contre les troupes génoises voit la construction de quatre estrades sur lesquelles des histoires glorifiant le monarque sont jouées. Sur la première, à la porte du pont du Rhône, six jeunes gens personnifiant Force, Prudence, Diligence, Vaillance, Noble Vouloir et Ardent Désir remettent des lauriers au roi, dont les exploits sont comparés à ceux de Thésée, Hercule et Jason. Sur la dernière, place du Change, la saynète délivre un message politique incitant Louis XII à être un prince juste. Lors de son passage suivant, le roi demande expressément pour marquer sa victoire sur les Vénitiens l'édification d'une colonne sur le pont du Rhône. Cette entrée est organisée par Symphorien Champier.

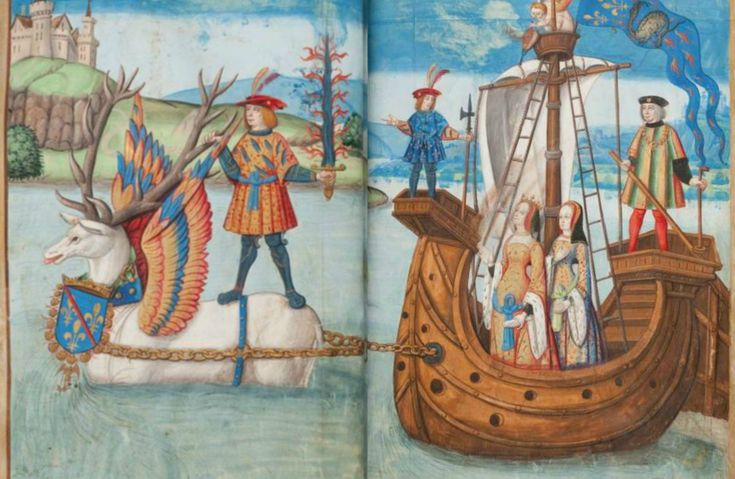
Enluminure du cerf-volant, réalisée à l'occasion de l'entrée de François Ier à Lyon, Herzog August Bibliothek.

François Ier fait son entrée solennelle avec la reine Claude et sa mère Louise de Savoie le 12 juillet 1515 avant de se rendre en Italie où il remporte la victoire de Marignan. Cette festivité est illustrée de références dynastiques et religieuses, avec notamment le rappel du baptême de Clovis et est organisée par Jean Yvonnet, Jean Richier ; Guillaume II Le Roy, souvent considéré comme partie prenante, n'est en fait pas rémunéré pour sa participation active aux décors.

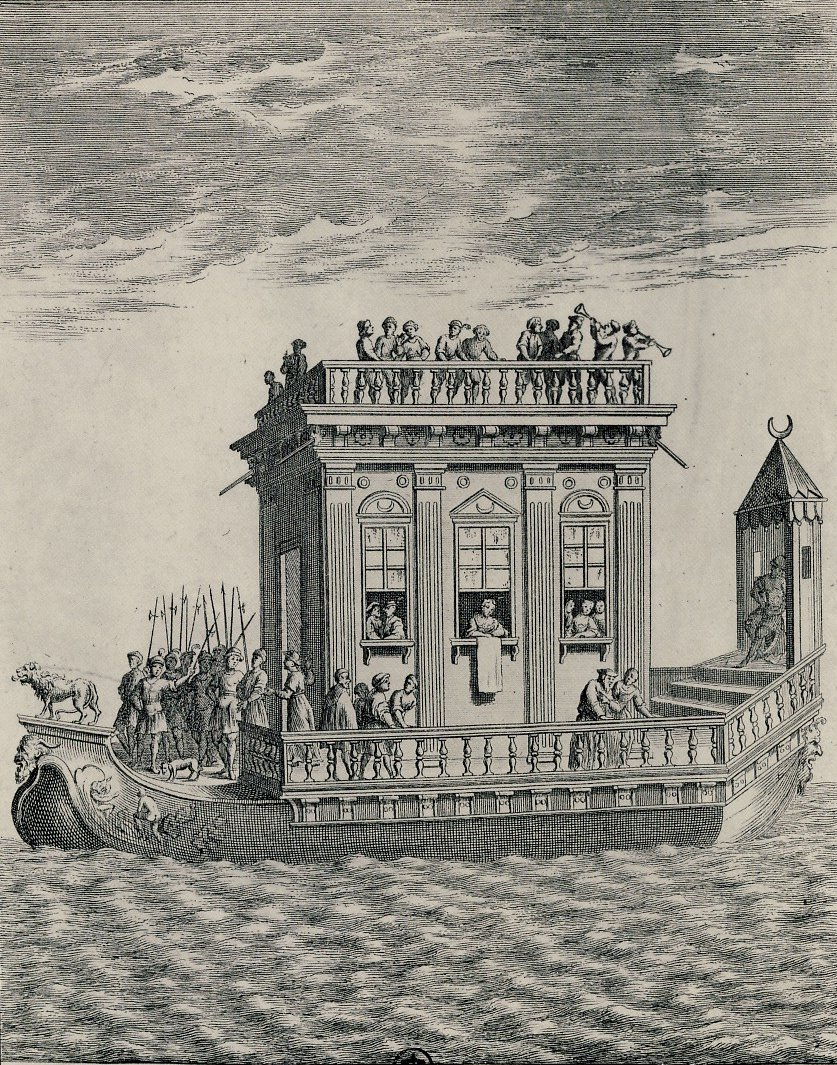
Navire construit pour l'entrée d'Henri II en 1548.

L'entrée suivante est organisée en l'honneur de la reine Éléonore d'Autriche le 26 mai 1533. Il s'agit de la première entrée dont les organisateurs, Jean de Vauzelles et Salvatore Salvatori, fixent la trace dans deux publications imprimées. La reine, comparée à une nouvelle Esther, assiste à Vaise aux défilés et à de nombreuses saynètes célébrant son rôle de gage de paix entre la France et l'Empire. En cette occasion, les décors sont pleinement d'inspiration italienne et humaniste, les organisateurs s'inspirant des Triomphes d'Andrea Mantegna, du Songe de Poliphile et des Triomphes de Pétrarque.
L'entrée de l'archevêque italien de Lyon, le cardinal d'Este le 17 mars 1540 est également l'occasion de faire une fête à l'italienne.
« L'entrée royale de 1548 pour Henri II et Catherine de Médicis marque l'apothéose du genre et une date majeure de l'humanisme à Lyon ». Durant plus d'une semaine, les festivités sont décrites par de nombreux témoins, ambassadeurs italiens, journaux de bourgeois et surtout publication officielle dirigée par Maurice Scève. Celui-ci est l'organisateur des cérémonies avec Guillaume du Choul et Barthélémy Aneau. Les spectacles les plus marquants sont une naumachie, un combat de gladiateurs et une représentation théâtrale d'une comédie italienne La Calandria organisée par les Florentins dans l'abbaye d'Ainay, la première comédie moderne jouée en France. Les organisateurs profitent de l'occasion pour multiplier les références à l'histoire antique de la ville, mettant en scène sa fondation mythique par le héros celte légendaire Lugdus,.

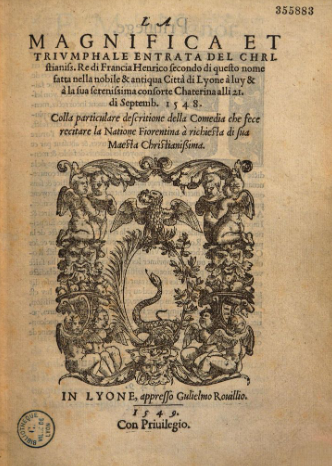
L'entrée solennelle d'Henri II dans Lyon par Maurice Scève

Catherine de Médicis revient à Lyon pour l'entrée solennelle de son fils Charles IX le 13 juin 1564, à l'occasion du Grand Voyage qu'elle a organisé pour tenter de rétablir la paix dans le royaume après la première guerre de religion. Plus modeste qu'en 1548, la cérémonie connait un de ses moments forts lors du défilé ensemble d'enfants catholiques et protestants,.

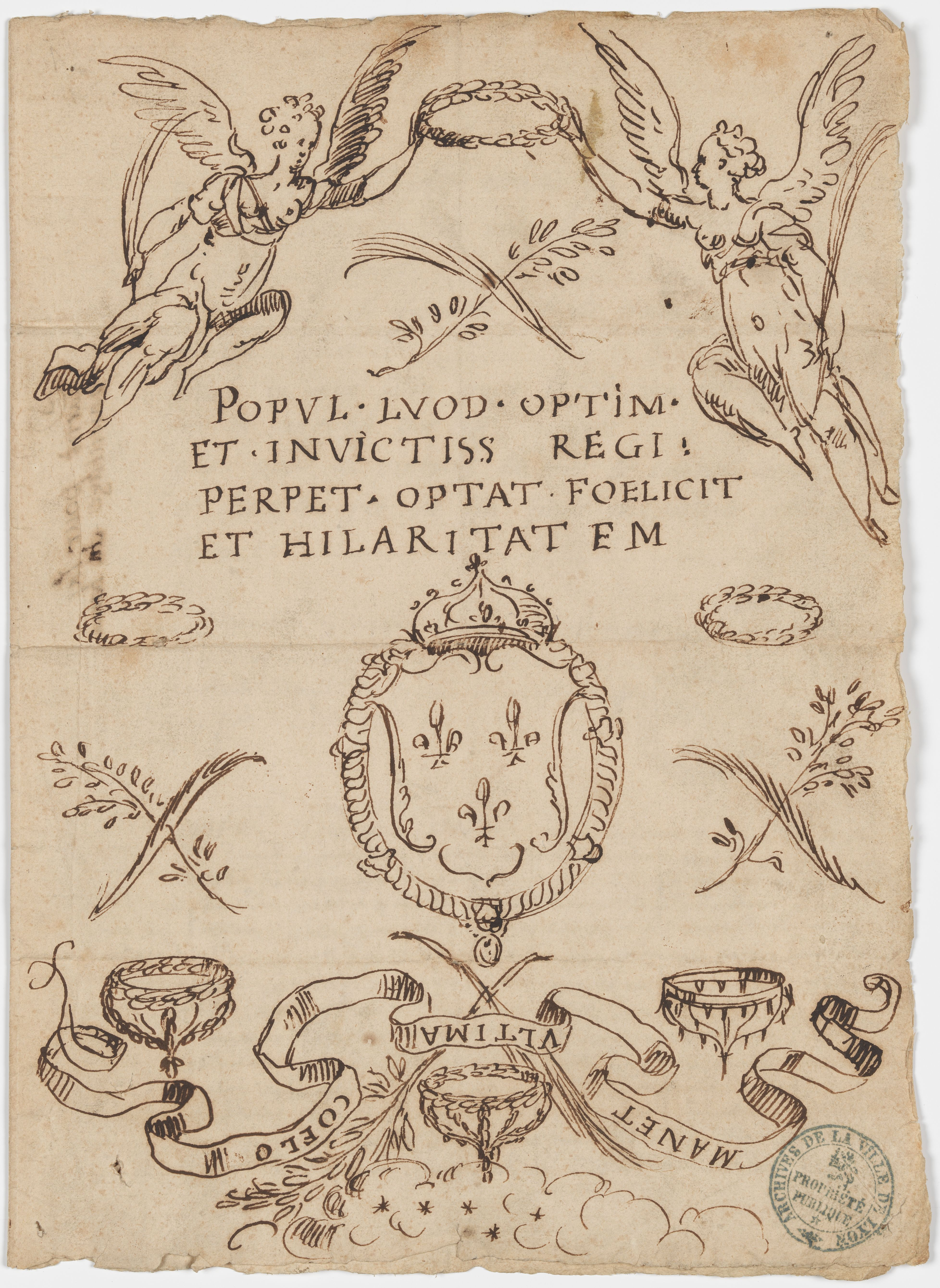
Peinture du navire le Bucentaure pour l'entrée royale d'Henri II et Catherine de Médicis

Henri III entre dans la ville le 6 septembre 1574, où l'attendent sa mère et sa sœur Marguerite de France avec son époux Henri IV. Parmi les artistes chargés des décors, Pierre Eskrich réalise un bucentaure à l'imitation du navire vénitien dans lequel le monarque franchit la Saône.
Enfin, les dernières entrées royales de la Renaissance sont celle d'Henri IV les 4 septembre 1595 et 17 décembre 1600. La première est organisée par Pierre Matthieu, Jean Maignan et Jean Perrissin. L'entrée d'Henri IV est commémorée par les fresques dites de la chambre de la Parade, peintes en 1632-1633 par Pietro Ricchi dans le château de Fléchères, près de Lyon. Elles montrent une série de personnages du défilé, grandeur nature et en costume d'époque, posant entre des colonnes en trompe-l'œil.

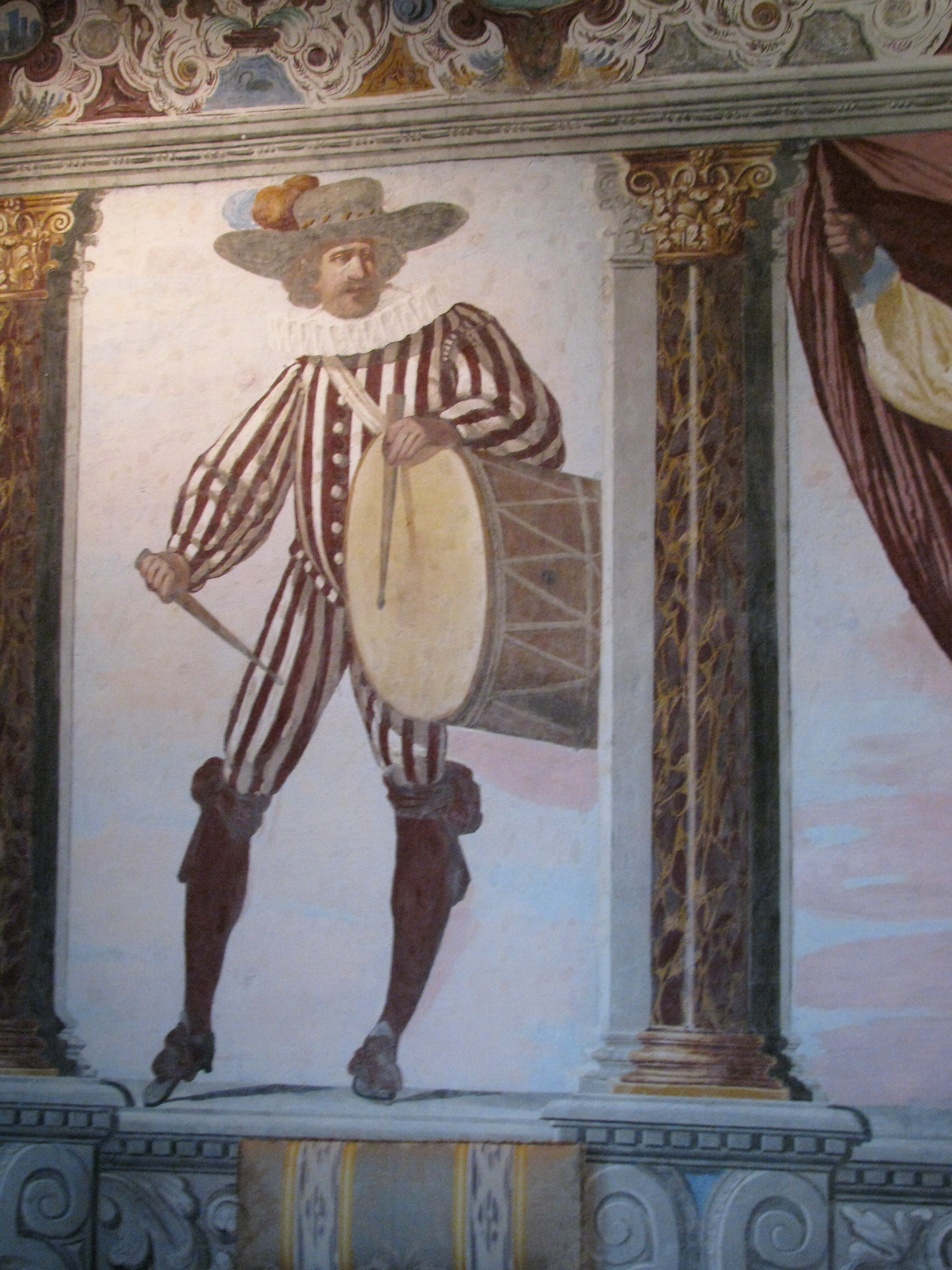
Tambour
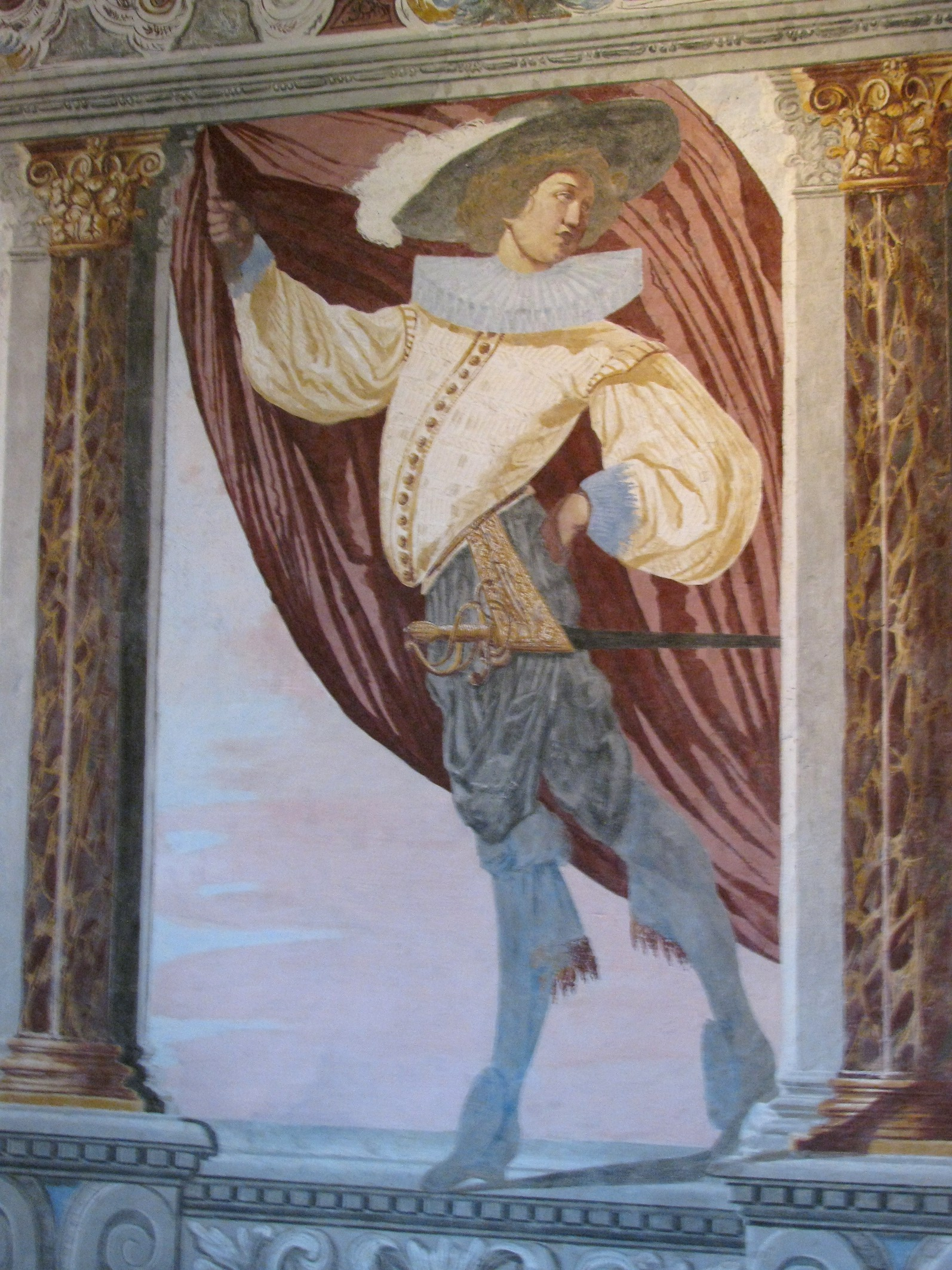
Porte-étendard
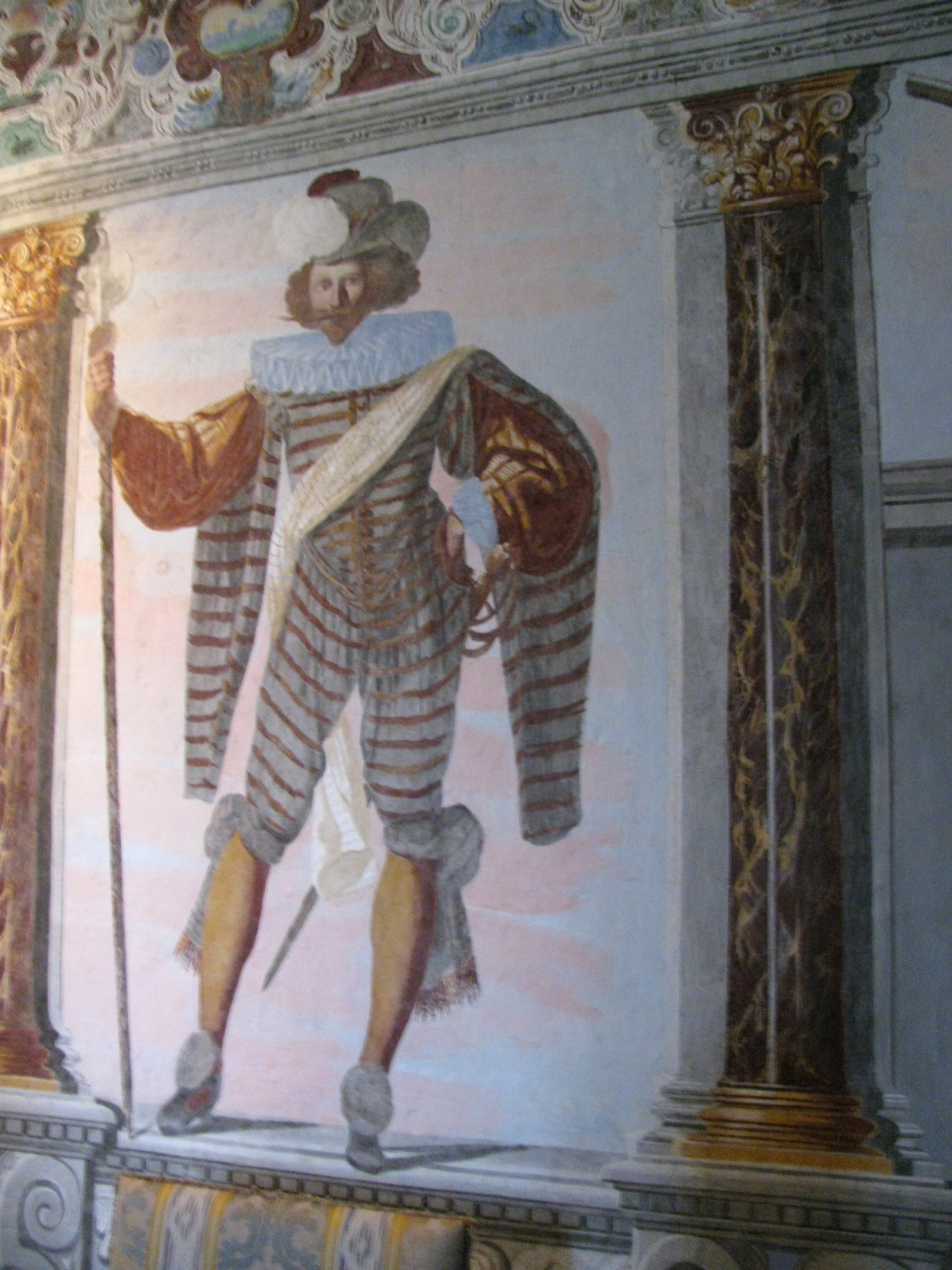
Hallebardier
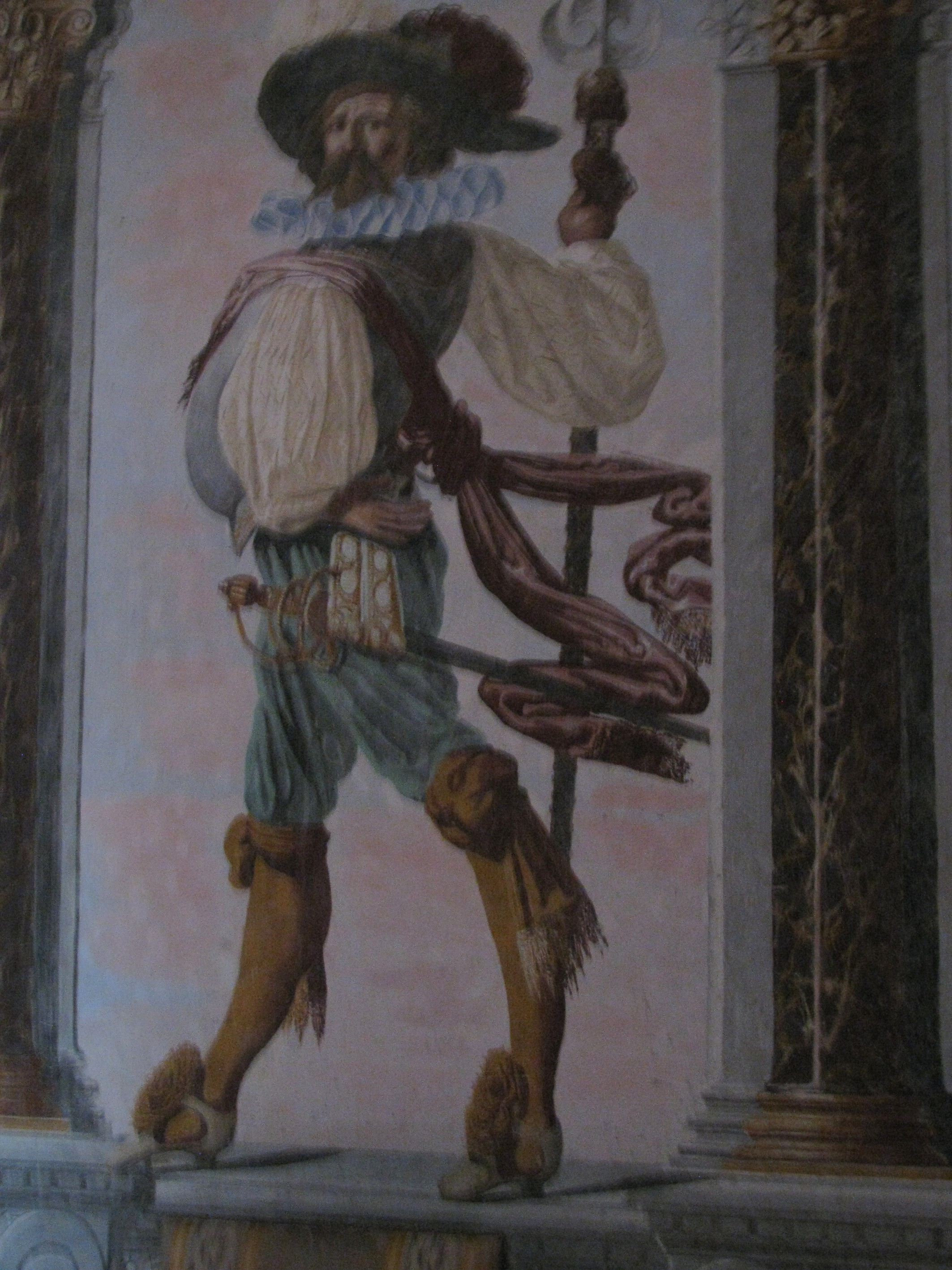
Hallebardier

### Exemple de cérémonie détaillée: la deuxième entrée solennelle de Louis XII
La première entrée solennelle de Louis XII, datée du 10 juillet 1499, est peu documentée, au contraire de la seconde, qui a lieu le 17 juillet 1507,.

#### Annonce de l'entrée royale
De retour de Gênes, Louis XII entre à Lyon le 17 juillet 1507, à huit heures du matin, par la porte du pont de Rhône. Parti de Grenoble le 3 avril 1507 afin de calmer une révolte survenue dans cette ville italienne, il remporte la victoire dès le 25 avril.
Dès l'annonce de la victoire, le 1er mai, les lyonnais préparent l'entrée solennelle à venir. La reine Anne de Bretagne entre dans la ville le 18 mai, à huit heures du matin. Les préparatifs s'intensifient à partir du 1er juin, date à laquelle le Consulat apprend que le roi est "délibéré partir en bref de Millan pour s'en venir par deça en France". Le Consulat ajoute ce point à l'ordre du jour d'une séance convoquée le lendemain pour voter le renouvellement de plusieurs impôts, dont la gabelle. Les notables et maîtres de métiers réunis sont ainsi invités à donner leur avis sur cette entrée. Plusieurs d'entre eux s'inquiètent du budget requis par les préparatifs d'une telle festivité.

#### Préparatifs de l'entrée royale
La majorité des présents ayant voté pour l'accueil du roi, le consul lance les préparatifs : il demande aux drapiers d'installer des draps jaunes et rouges "tant deça le pont de Saonne que della" ; mandate le trésorier pour qu'il paie divers frais ; fait partir, à l'aide du sénéchal, les enfants à la rencontre du roi et charge plusieurs artistes de la mise en place des spectacles et des estrades. L'homme de théâtre Jean Richer est missionné pour superviser ces spectacles.
Les couleurs choisies pour les draps, tendus depuis la porte du pont du Rhône jusqu'à l'hôpital, sont celles de la livrée du roi, comme toujours dans le cas d'une entrée royale.

#### Déroulé de la journée
Lorsque le roi entre dans la ville, trois harangues lui sont adressées, par trois représentants de trois groupes sociaux distincts : l'évêque suffragant de Lyon s'exprime au nom des seigneurs de l'Église, le lieutenant général de la ville parle au nom des officiers du roi et un juge ordinaire représente les conseillers accompagnés des notables et d'enfants. Ces derniers portent une livrée de drap blanc avec du velours tanné.
Suivi de son cortège, le roi traverse ensuite la ville, allant d'estrade en estrade. Devant chacune des quatre estrades, il s'arrête pour profiter de la saynète qui a été conçue à son attention.

#### La symbolique des saynètes
La première estrade, installée à la Porte du Rhône, accueille sept comédiens : quatre femmes représentent la Force, la Diligence, la Prudence et la Vaillance, chacune portant un laurier dans leurs mains, tandis que trois hommes incarnent le Noble vouloir, la France et la Victoire.
Sur la deuxième estrade, montée rue Grenette, quatre acteurs incarnent respectivement le Prince, Proserpine, l'Honneur noble, et Pluton.
La troisième estrade, rue de l'Herberie, accueille un spectacle avec le Prince, la Pitié, Aristote et la Prudence.
Enfin, sur la dernière estrade, la Justice, la France, le Prince et le Bon conseil sont incarnés par quatre acteurs.
Le choix des personnages, dont trois sont explicitement inspirés de la mythologie - Pluton et Prosperpine - ou de la philosophie grecque - Aristote, traduit l'influence de la Renaissance, marquée par un goût pour les productions intellectuelles de l'Antiquité, en opposition à celles du Moyen Âge.
Conçues conjointement, les saynètes forment un discours cohérent. S'y lisent en filigrane les revendications du peuple à l'égard de Louis XII. Une entrée royale est en effet l'une des rares occasions pour les Français de s'adresser directement au roi. Pour le dramaturge, il s'agit donc de trouver le ton le plus juste, permettant de flatter le roi tout en lui témoignant des doutes ressentis par les Français à l'égard de sa politique.
Cet objectif sous-jacent conditionne la progression logique des quatre saynètes : la première constitue l'éloge nécessaire à l'obtention des faveurs du roi ; le désir de paix apparu implicitement dans la deuxième est explicité lors de la troisième, dans laquelle les habitants se lamente des malheurs de la guerre ; la quatrième et dernière saynète exhorte le roi à cesser tout type de combat afin d'obtenir une paix durable.

Textes des saynètes
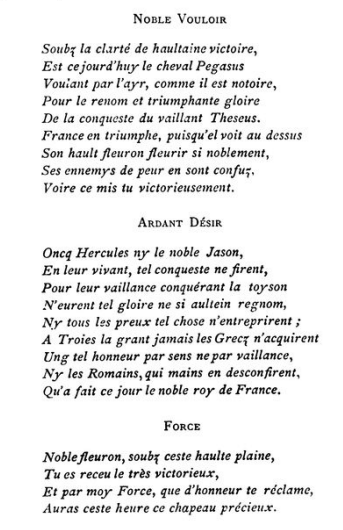
Début du texte de la première saynète
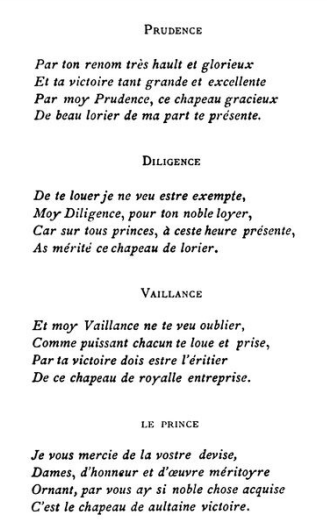
Fin du texte de la première saynète
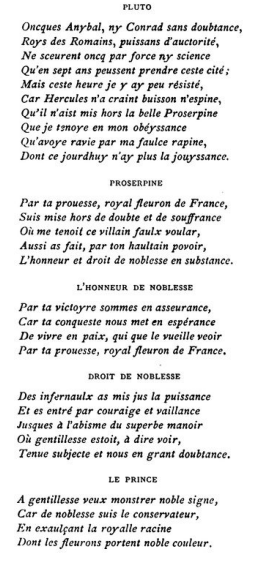
Texte de la deuxième saynète.
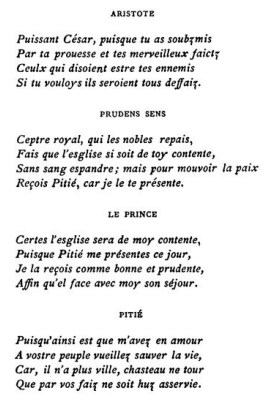
Texte de la troisième saynète.
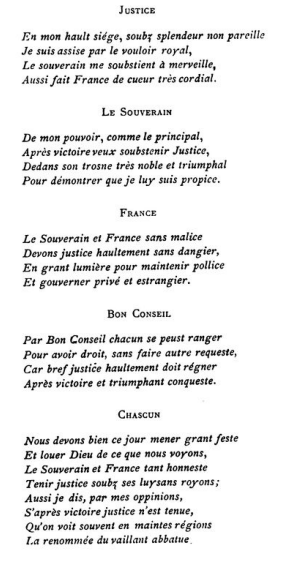
Texte de la quatrième saynète.

### Entrée solennelle d'Henri IV

#### Contexte religieux et social
L’entrée solennelle de Henri IV se déroule le 4 septembre 1595. Un an après son couronnement, le roi de France décide de récupérer la fidélité des Lyonnais et restaurer l’autorité royale. En effet, la ville est fragilisée à cause des conflits religieux : la ville de Lyon est depuis 1572 en lien avec la Ligue et jusqu’à sa révolte contre le duc de Nemours en 1594. Henri IV décide de mener une politique de réconciliation en réalisant des changements administratifs et en nommant ses proches à la tête de la ville. Son entrée à Lyon se fait suite à sa victoire de Fontaine-Française contre le duc de Mayenne. Ainsi, son entrée est l’occasion de montrer la puissance du roi.

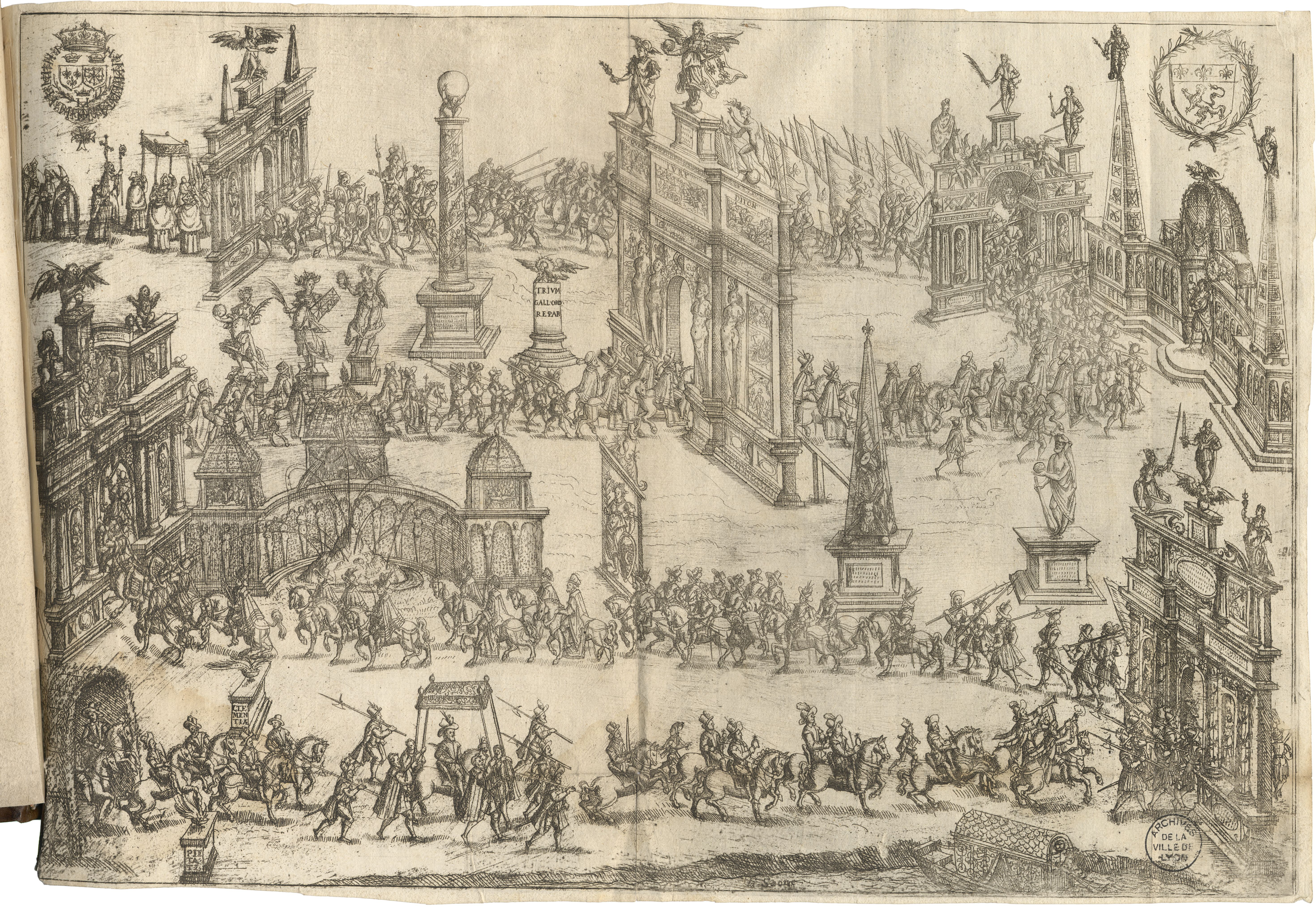
Entrée royale d'Henri IV à Lyon en 1595, gravure de Jean Perrissin.

#### Préparatifs et déroulement
Les préparatifs commencent au mois de juillet 1595 et Pierre Matthieu est chargé du programme iconographique. Il doit designer, composer et conduire les inventions, inscriptions et ouvrages des arcs triomphaux, théâtre et autres choses préparer pour honorer l'entrée du roi". Des orfèvres, des menuisiers et des peintres sont également conviés à l’aider. Concernant l’itinéraire, il s’agit du même qu’Henri II en 1548. Sur le chemin, le cortège rencontre des arcs triomphaux, des pyramides, des statues et des colonnes symbolisant entre autres la piété, la clémence et l’autorité du roi. Cet évènement est relaté dans l’ouvrage de Pierre Matthieu publié chez Pierre Michel en 1598 et mêle description, explication et éloge au roi.

## Les entrées solennelles à l'Époque Moderne

### Illustration des entrées solennelles
Les entrées solennelles sont toujours documentées dans des fascicules à l'Époque moderne. En plus de souligner le faste et l'ampleur de ces représentations, les ouvrages publiés participent aussi de la propagande royale, toujours plus intense au XVIIe siècle.
À partir du XVIe siècle, les entrées royales se dotent d’une iconographie laïque et politique, avec une résurgence des formes de l’antiquité romaine, qui finira par remplacer l’iconographie religieuse, héritée du Moyen Âge et de son esthétique gothique, considérées comme des formes de culture populaire que l’on finit par rejeter. Cela est notamment visible sur les décors des architectures éphémères, représentant des figures mythologiques, allégories du roi, de ses proches et de la monarchie.

#### Entrée solennelle de Louis XIII

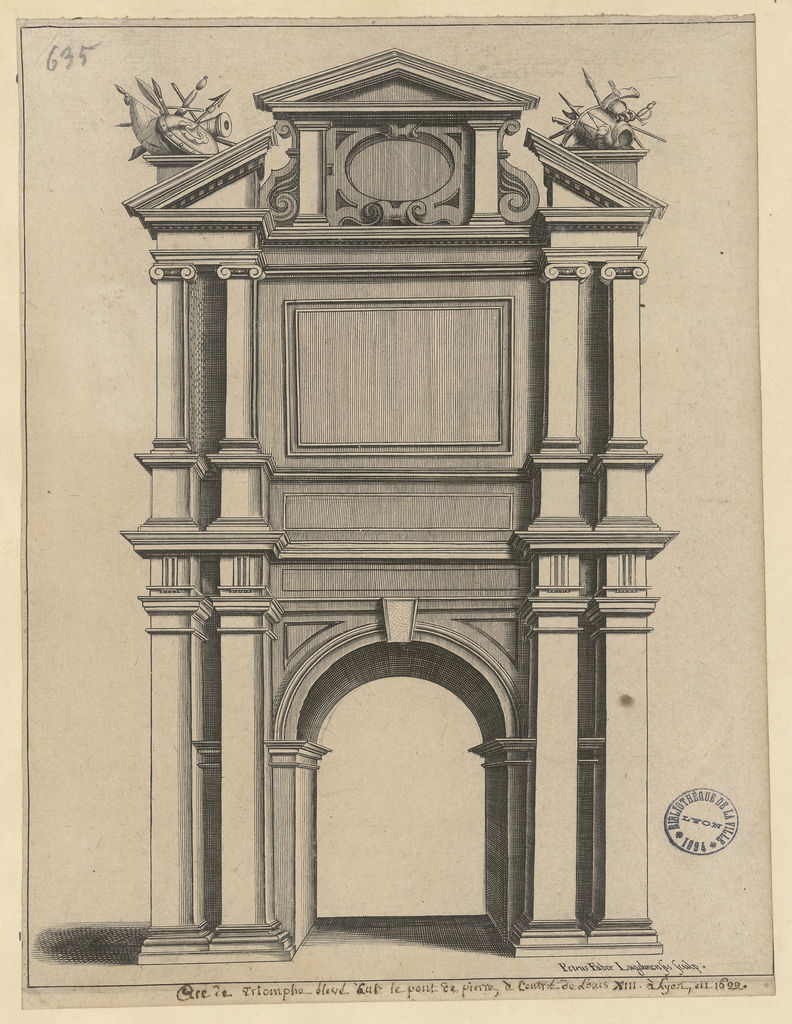
Arc de triomphe élevé sur le Pont de pierre à l'entrée de Louis XIII à Lyon en 1622
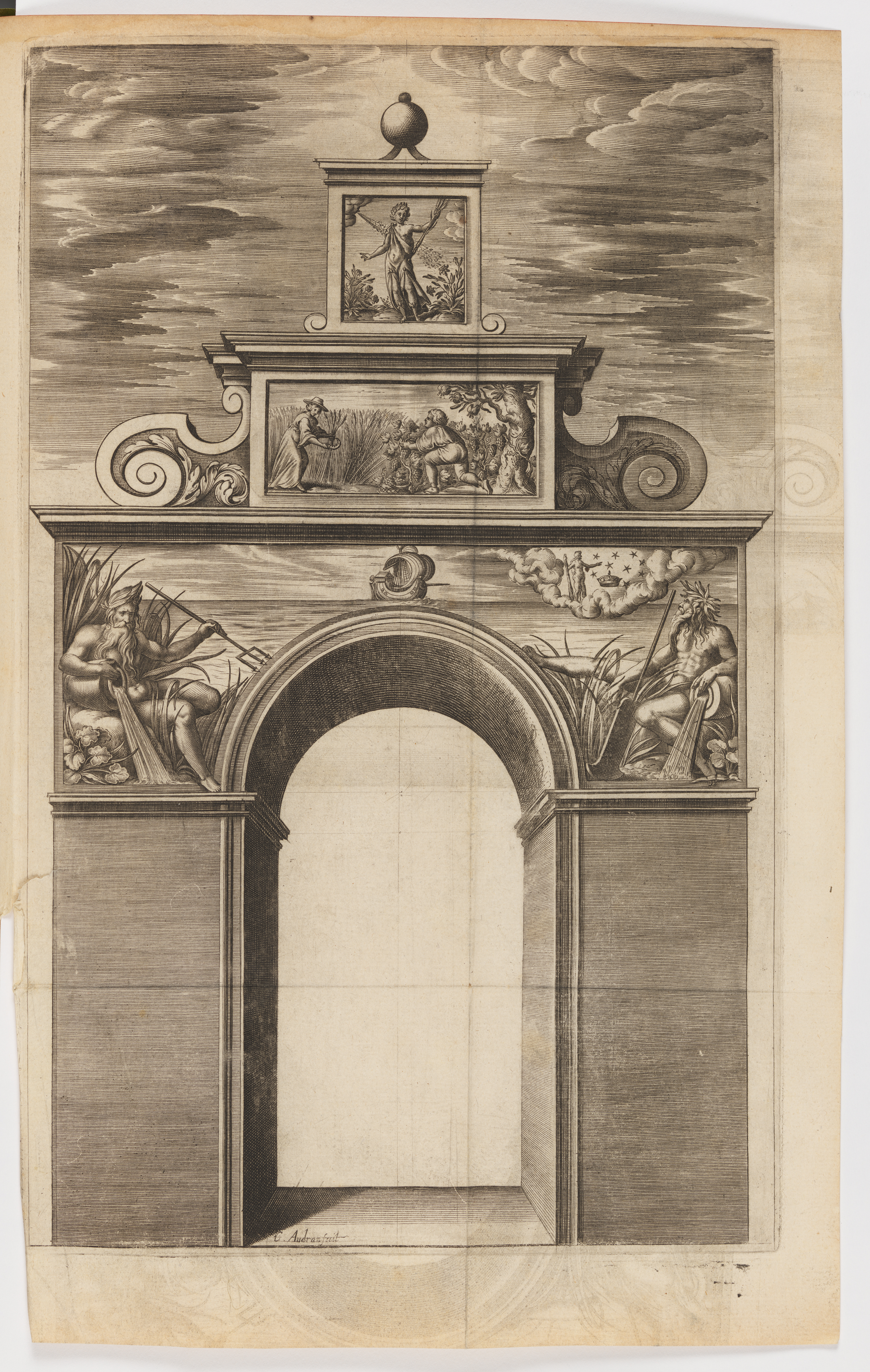
Le Soleil au signe de Lyon - Arc de triomphe élevé rue Porte-Froc à l'entrée de Louis XIII à Lyon en 1622.
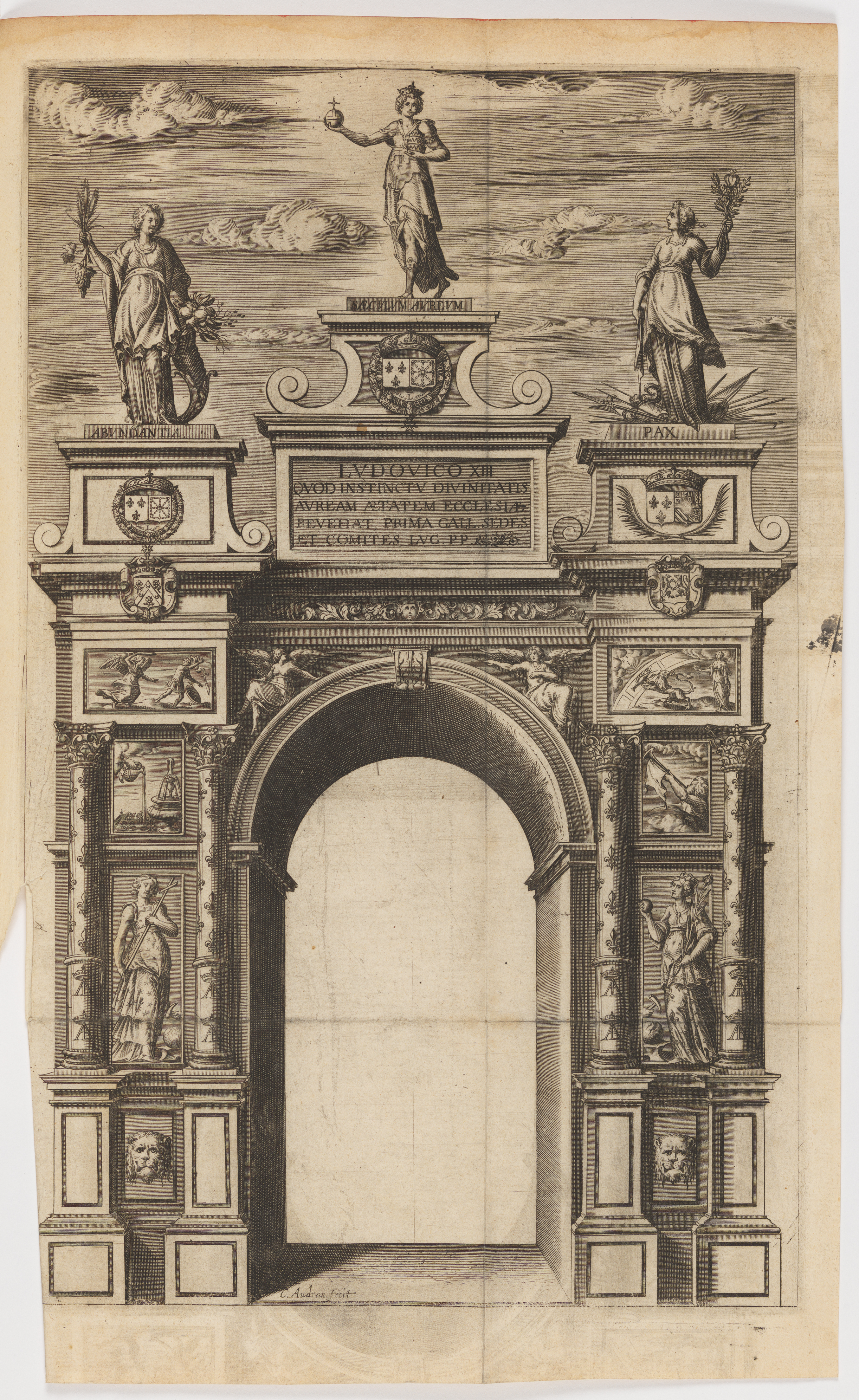
Arc de triomphe élevé rue Porte-Froc, à l'entrée de Louis XIII à Lyon, en 1622.
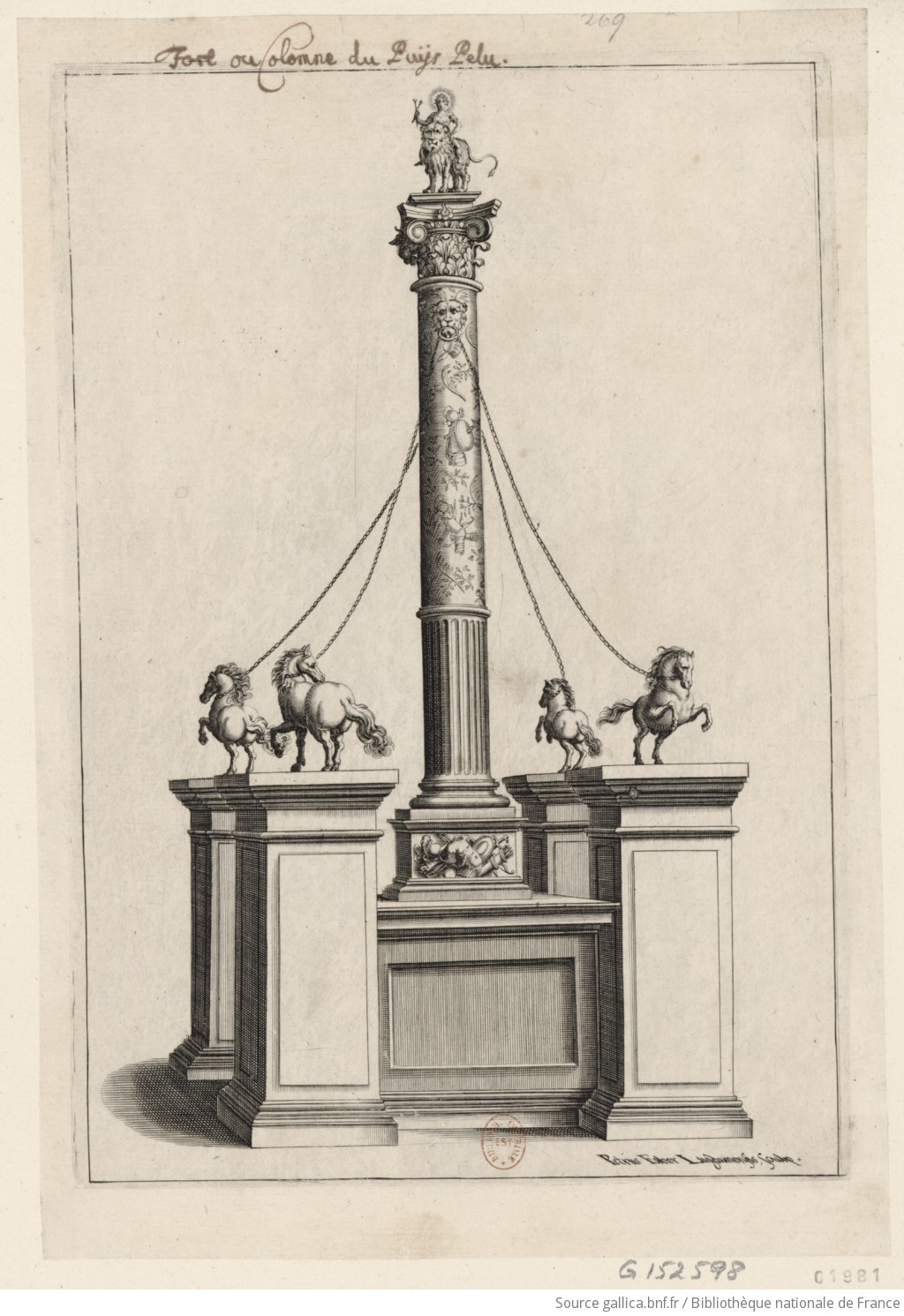
Colonne construite lors de l'entrée royale de Louis XIII
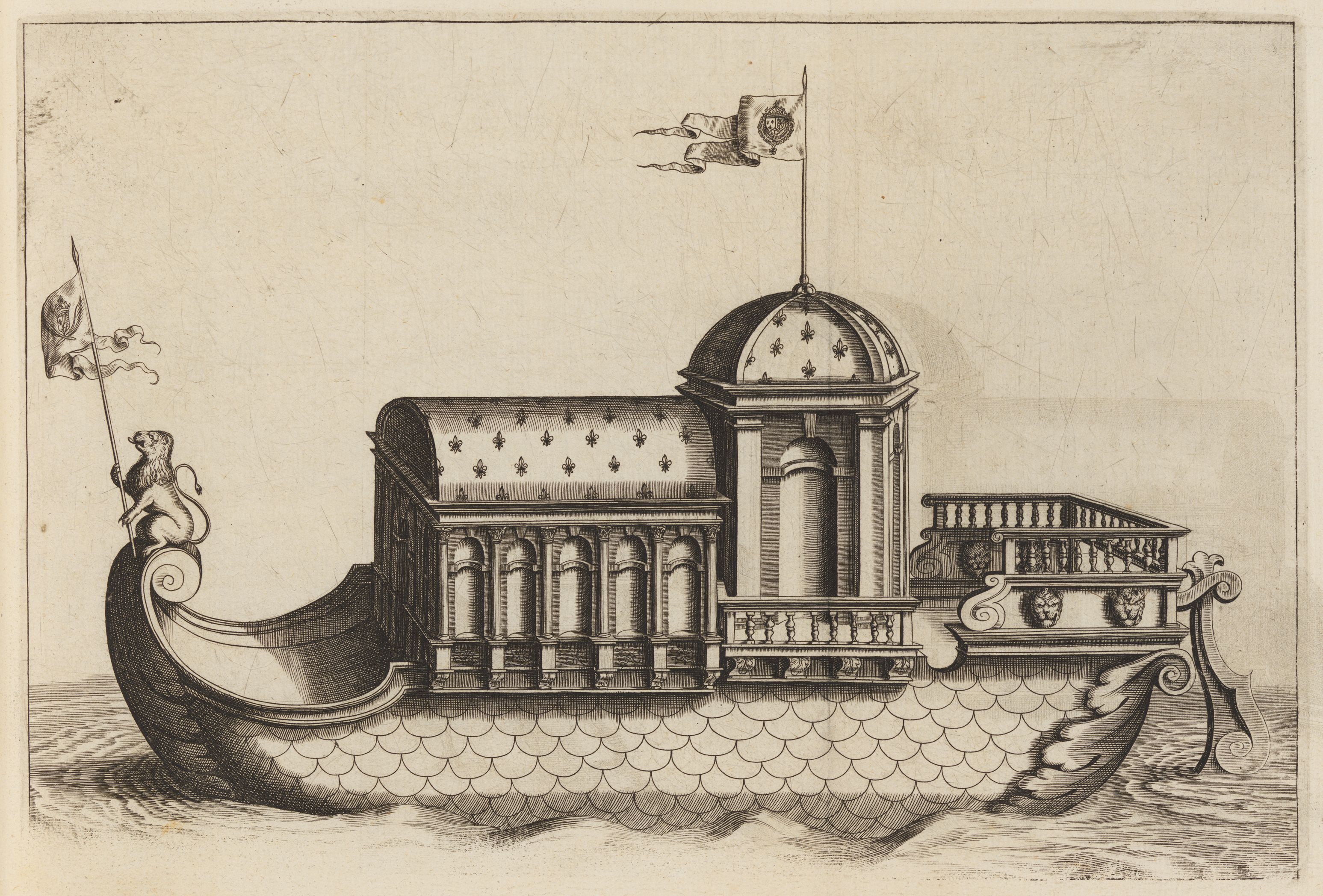
Bateau d'apparat pour l'entrée royale de Louis XIII
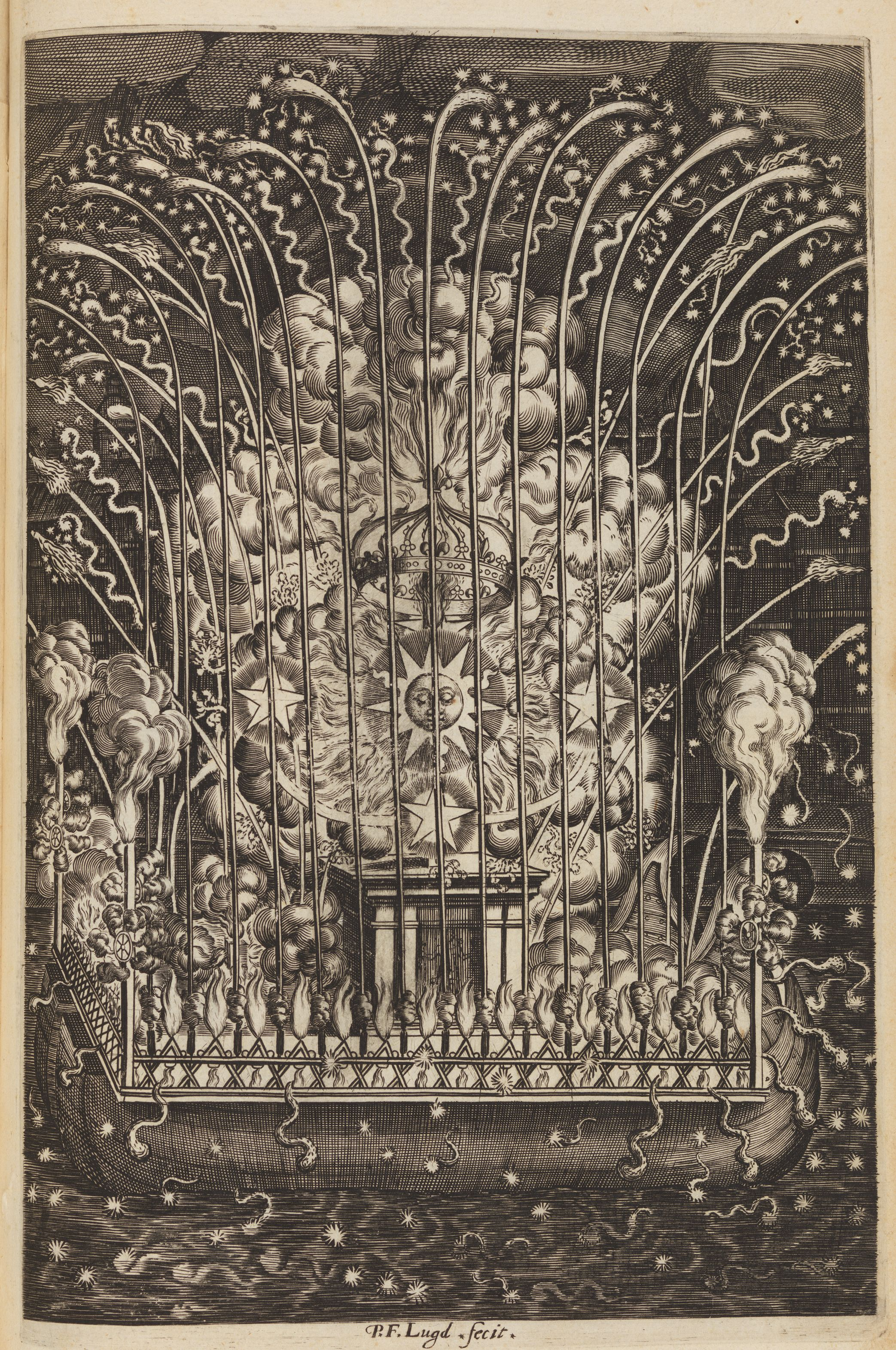
Bateau sur l'eau au milieu d'un feu d'artifice

### Entrée solennelle du cardinal Flavio Chigi

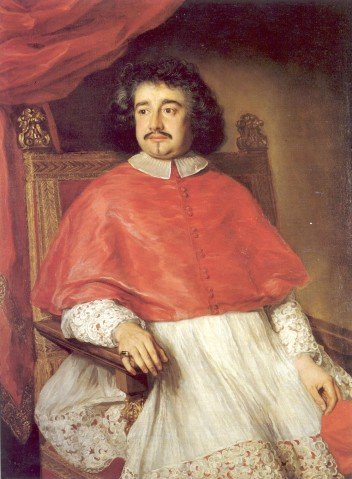
Portrait du cardinal Chigi par Jacob Ferdinand Voet, Palais Chigi d'Ariccia.

En 1664, le cardinal Flavio Chigi, neveu du pape Alexandre VII, voyage en France afin de rencontrer Louis XIV au nom de son oncle.
À son arrivée à Lyon, le légat fut d'abord accueilli à l'Abbaye d'Ainay, où il logea pendant deux jours en l'attente de son entrée officielle dans la ville.
Il se rendit ensuite au couvent des révérends pères du tiers ordre de saint François, qui fut aménagé afin d'y tenir les premières cérémonies en son honneur. Un observateur décrit le lieu comme étant "meublé de tout ce qui était de plus riche, et de plus magnifique dans la ville", mentionnant notamment la richesse des tapisseries et "un dais en broderie d'or et d'argent où l'art surpassait beaucoup la matière dont il était composé".
Le 31 mai étant la veille de la Pentecôte, le jeune qui devait se faire ce jour-là fut avancé à la semaine précédente afin de ne pas troubler le déroulement de la cérémonie.
La veille et le matin de l'entrée solennelle du légat, la population fut prévenue de son arrivée par le son de cent cinquante tambours. Le long des rues, sur toute la longueur du parcours du cortège, un grand nombre d'hommes armés furent disposés. Les rues avaient été sablées et décorées de tapisseries. Les sources nous apprennent également que des amphithéâtres avaient été dressés sur chaque place pour accueillir le public venu nombreux pour assister à l'entrée du cardinal.
Avant le départ du cortège, le légat reçut les harangues du clergé, du présidial, des trésoriers, des élus et enfin des nations italiennes. Le cortège se mit en route, mené par les ordres religieux, suivis par le Clergé, les prévôts, le guet et les arquebusiers, les gardes de l’archevêque, les troupes du légat, les aides de chambre qui transportaient des tenues de cérémonie, puis les seigneurs, les gentilhommes et les grands officiers, les florentins, les lucquois, les élus, les notables et l’archevêque, et enfin le légat, sous un "dais de damas violet à boutonnières et à crépines d’or, où ses armoiries étaient relevées en broderie dans le fond et sur le milieu des quatre pentes". Le cortège arriva enfin à l’entrée du cloître de l’église Saint-Jean pour y prier et dire d’oraison de saint Jean-Baptiste. Le légat fut ensuite reconduit en carrosse à l'Abbaye d'Ainay.

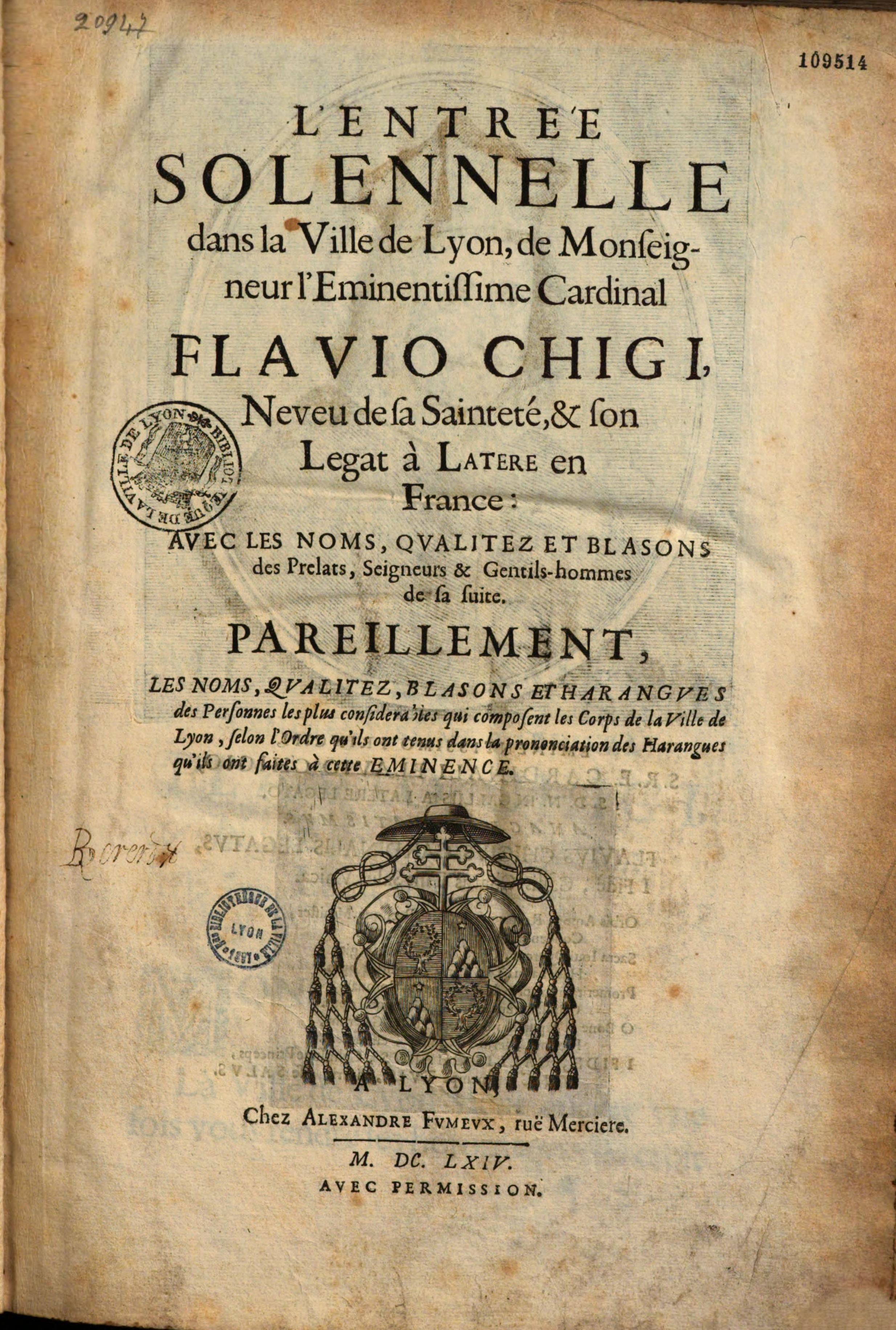
Page de couverture d'un ouvrage sur l'entrée solennelle de Flavio Chigi

Outre les décorations placées le long des rues et les amphithéâtres dressés sur les places, quelques lieux de passage importants étaient également mis en valeur. C'est le cas de la porte du Pont du Rhône, qui fut transformée en arc de triomphe éphémère monumental. Une gravure nous permet d'en connaître l'aspect. Cet arc de triomphe, décrit comme mesurant 60 pieds de hauteur et 30 pieds de largeur, comporte trois niveaux. En partie basse se trouve le corps de l'arc, agrémenté par deux paires de colonnes dont les socles sont ornés de bas-reliefs et dont les chapiteaux sont formés par des feuillages de chêne. De part et d'autre des colonnes se trouvent trois médaillons portant les portraits de personnages religieux issus de la ville de Lyon. Entre les colonnes, au-dessus de l'arc se trouvent trois autres médaillons entre lesquels est entrelacé un rouleau sur lequel est inscrit "Lugdunum prima sedes galliarum". Sur la corniche soutenue par les colonnes sont présentes quatre fleurs de lys.
Au deuxième niveau se trouve, au centre, un tableau représentant la France et Rome s'embrassant, accompagnés de Mercure et l'ancienne ville de Lyon à l'arrière-plan. Le tableau est entouré de quatre consoles qui prennent l'apparence de termes représentant les quatre parties du monde.
Le troisième niveau est un couronnement composé de deux lions entourant les armes du légat, elles-mêmes ceintes d'une couronne de lauriers. Au-dessus des lions se trouvent les armes du pape et celles du roi de France, entourées de couronnes de feuilles de chêne, portées par des putti dans des nuées. La figure de la Justice domine la composition, tenant une clé dans la main droite, et une épée dans la main gauche. Au bord de la corniche soutenant le couronnement, de part et d'autre des lions, se trouvent les montagnes surmontées par une étoile à six branches, présentes sur les armoiries du pape et du cardinal.
Ce décor éphémère témoigne du souvenir de l'antiquité en perpétuant l'idée de triomphe. Il est également composé d'un grand nombre d'éléments symboliques mettant l'accent sur les liens entre la ville de Lyon et la papauté. Tous ces symboles sont mentionnés et expliqués dans l'ouvrage de Claude-François Menestrier rapportant le déroulement de l'entrée de Flavio Chigi à Lyon.

### Ouvrages généraux sur Lyon
- André Pelletier, Jacques Rossiaud, Françoise Bayard et Pierre Cayez, Histoire de Lyon : des origines à nos jours, Lyon, Éditions lyonnaises d'art et d'histoire, 2007, 955 p. (ISBN 978-2-84147-190-4, BNF 41276618).
- Patrice Béghain, Bruno Benoît, Gérard Corneloup et Bruno Thévenon (coord.), Dictionnaire historique de Lyon, Lyon, Stéphane Bachès, 2009, 1054 p. (ISBN 978-2-915266-65-8, BNF 42001687)

1. ↑  Béghain et al. 2009, p. 447.
2. 1 2 3 4  Béghain et al. 2009, p. 448.
3. 1 2 3 4 5  Béghain et al. 2009, p. 449.
4. ↑  Béghain et al. 2009, p. 446-447.

- Giuseppe Iacono et Salvatore Ennio Furone, Les marchands banquiers florentins et l'architecture à Lyon au seizième siècle, Paris, Publisud, janvier 1999, 285 p. (ISBN 978-2-86600-683-9, OCLC 406439976)

1. ↑  Iacono & Furone, 1999, p. 156.
2. ↑  Iacono & Furone, 1999, p. 159.
3. 1 2  Iacono & Furone, 1999, p. 160.
4. ↑  Iacono & Furone, 1999, p. 163 à 195.
5. ↑  Iacono & Furone, 1999, p. 161.

- Barbara B. Diefendorf, « Lyon se présente à son roi : Les joyeuses entrées de 1548, 1564 et 1595 », dans Cités humanistes, cités politiques (1400-1600), Paris, PUPS, 2014 (ISBN 978-2-84050-927-1), p. 71-86* Tania Lévy, "Mysteres" et "joyeusetés" : les peintres de Lyon autour de 1500, thèse de doctorat (inédite), Paris-Sorbonne, 2013
- Tania Lévy, Les peintres de Lyon autour de 1500, PUR, 2017 (ISBN 978-2-7535-5925-7)

1. ↑  Lévy 2017, p. 159.

### Ouvrages généraux sur les entrées solennelles
- BEAUFILS Oriane, DROGUET Vincent (sous la direction de). L’art de la fête à la cour des Valois. Catalogue d’exposition (10 avril – 4 juillet 2022). IN FINE. 2021. 320 pages
- Bryant Lawrence, « La cérémonie de l’entrée à Paris au Moyen Âge, Annales. Économies, sociétés, civilisations. 41e année, N. 3, 1986, p. 513 – 542 Persée
- Deldicque Mathieu, Oriane Beaufils (dir.) et Vincent Droguet (dir.), « », L'art de la fête à la cour des Valois, Paris, In Fine, 2022, p. 40 - 63  (EAN 9782902302932)
- Desplat Christian, Mironneau Paul, Les entrées : gloire et déclin d’un cérémonial [actes de colloque, château de Pau, 10-11 mai 1996], Paris, J&D édition, 1997
- Guenée Bernard, Lehoux Françoise, Les entrées royales françaises de 1328 à 1515, Paris, Edition du Centre National de la Recherche Scientifique, 1968.
- Josephe Chartrou, Les entrées solennelles et triomphales à la Renaissance, 1928 BML
- Christian Desplat et Paul Mironneau, Les entrées : gloire et déclin, actes de colloque, 1997, BML
- Hélène Visentin, Des tableaux vivants à la machine d'architecture..., 2001, BML
- Wagner Marie-France, Les Entrées royales et solennelles du règne d’Henri IV dans les villes françaises, Tome I -1594-1595, Paris, Editions classiques Gargnier, 2010 Persée.

### Sources concernant les entrées solennelles à Lyon
- Consulat de Lyon, Relation des entrées solennelles dans la ville de Lyon, 1752, Archive.org
- D. Muzzerelle, Entrées royales et fêtes populaires à Lyon (XVe – XVIIIe siècle), Lyon, Bibliothèque municipale de Lyon, 12 juin – 12 juillet 1970.
- Dufay, « Essai biographique sur Jehan Perréal, peintre et architecte lyonnais (XVe – XVIe siècles) », dans Mémoires de la Société littéraire de Lyon, 1861-1862, p. 105-200
- Pascal Lardellier, Sur deux gravures d'entrées royales lyonnaises, BML
- Marie-Anne Privat-Savigny, Dorothée Gillmann et Patrice Beghain, Voyages officiels à Lyon : Des entrées royales aux voyages présidentiels, Lyon, EMCC, coll. « Musées Gadagne », 2011, 128 p. (ISBN 978-2-35740-232-4).
- Plusieurs essais et notices dans Lyon Renaissance. Arts et Humanisme, catalogue d'exposition, Musée des Beaux-Arts de Lyon, L. Virassaminayken (dir.), Lyon, 2015, évoquent la question des entrées royales lyonnaises.
- Registre d’actes consulaires, entrée de Louis XI, 1476, Archives municipales de Lyon BB13 folio 29.
- Tania Lévy, "Les saintes scènes dans les entrées royales lyonnaises, de Louis XI à François Ier (1476-1515)" dans Saintes scènes : théâtre et sainteté à la croisée du Moyen Âge et de la modernité, B. Selmeci-Castioni et M. Uhlig (dir.), Berlin : Frank & Timme, 2012, p. 171–188
- Tania Lévy, "La fête imprévue : entrées royales et solennelles à Lyon (1460-1530)" dans Questes, no 31, 2015, pp. 33-44
- Elise Cuenot - Holister. Le spectacle doit continuer. Entrées solennelles lyonnaises. In : Dix-huitième siècle 2017/1 (no 49), p. 207-218
- Bernard Guenée. Les entrées royales françaises à la fin du Moyen Âge. In: Comptes rendus des séances de l'Académie des Inscriptions et Belles-Lettres, 111e année, N. 2, 1967. p. 210-212.

### Ouvrages généraux sur l'histoire de France
- Françoise Autrand, Charles VI, Paris, Fayard, p. 647, 1986  (ISBN 978-2-213-01703-7).
- Alain Demurger, Temps de crises, temps d’espoirs. XIVe-XVe. Nouvelle histoire de la France médiévale, tome 5, Paris, Éditions du Seuil, 1990,  (ISBN 2--02-012221-9)